# Historia universal
La historia universal, historia del mundo, historia mundial o historia de la humanidad es el conjunto de hechos y procesos que se han desarrollado en torno al ser humano, desde su aparición hasta la actualidad.
La historia escrita de la humanidad fue precedida por su prehistoria, comenzando hace unos 2,59 millones de años (en África) con el Paleolítico («piedra antigua»), seguida por el Neolítico («piedra nueva»). El Neolítico vio la revolución agrícola suceder desde 8000 a. C., en varios procesos completamente independientes y sin contactos entre sí: Asia Occidental, China, Nueva Guinea, Mesoamérica, Región Andina y Norteamérica.

50 siglos de historia universal (es)

La agricultura creó las condiciones necesarias para hacer posible el surgimiento de sociedades complejas, llamadas «civilizaciones», caracterizadas por la aparición de tres tipos novedosos de organización: la ciudad, el Estado y el mercado. Asimismo, el desarrollo de la tecnología permitió al ser humano ejercer un control de la naturaleza y desarrollar sistemas de transporte y redes de comunicación.
En algunos casos, la escritura, a su vez, se ha convertido en una necesidad fundamental desde la aparición de la agricultura.  La escritura es un factor para diferenciar la historia de la prehistoria, porque esta hizo posible difundir y preservar el conocimiento adquirido.
La Historia universal está determinada por la historiografía, la arqueología, la antropología, la genética, la lingüística y otras disciplinas; y, por períodos desde la invención de la escritura, a partir de la historia registrada y de fuentes y estudios secundarios. 
Esta historia está marcada tanto por una sucesión gradual de migraciones, intercambios culturales, descubrimientos e inventos, como por desarrollos muy acelerados ligados a cambios de paradigma y a periodos revolucionarios.
Este esquema de periodización histórica (que divide la historia en los períodos Antigüedad, Postclásico, Moderno temprano y Moderno tardío) se desarrolló para la historia del Viejo Mundo, y se aplica mejor a ella, en particular Europa y el Mediterráneo. Fuera de esta región, incluida la antigua China y la India antigua, las líneas de tiempo históricas se desarrollaron de manera diferente.

## División de la historia

### Paleolítico
La genética y el estudio de los fósiles dicen que los modernos Homo sapiens aparecieron en África hace unos 300 000 años, en el período histórico denominado Paleolítico.
En el Paleolítico, también, se desarrolla el lenguaje y se generaliza el entierro de los muertos. Probablemente los entierros tuvieron como uno de sus objetivos ocultar la descomposición de los cuerpos, e indican una comprensión más avanzada del concepto de la muerte.
En un determinado momento, los humanos comenzaron a hacer uso del fuego tanto para calentar como para cocinar sus alimentos.
En esta fase, los seres humanos dependieron de la carroña, la caza y la cosecha; eran nómadas y no tenían la capacidad de producir su propio alimento. También se adornaban con diversos objetos y es en este periodo cuando aparecen las primeras manifestaciones artísticas.
Hace unos 50 000 años, los seres humanos comenzaron a establecerse por todo el planeta. Primero, en África, después llegaron a Asia Central, desde donde se dirigieron, por un lado, hacia Europa, y por el otro, hacia América cruzando el estrecho de Bering.
La rápida colonización humana de América del Norte y de Oceanía tuvo lugar durante la glaciación, en una época en que las actuales zonas templadas eran extremadamente inhóspitas. Al final de la última glaciación, hace unos 12 000 años, el hombre ya habita casi la totalidad de las zonas libres de hielo del mundo.
Las últimas áreas colonizadas fueron las islas de la Polinesia, que fue ocupada a lo largo del primer milenio de nuestra era.
Las sociedades de cazadores-recolectores eran, en general, de pequeñas dimensiones y ya desarrollaban un tipo de estratificación social; también establecieron contactos con otras sociedades recorriendo, en algunos casos, grandes distancias, como es el caso de los aborígenes australianos.
Con el tiempo, la mayor parte de estas sociedades o se transformaron en estados agrícolas más poderosos o fueron exterminadas o absorbidas por otros grandes estados; algunos grupos continuaron sobreviviendo aislados del resto y, en la actualidad, todavía siguen existiendo en algunas regiones muy remotas.

### Mesolítico
El Oriente Medio fue una de las primeras regiones en desarrollar su agricultura, por lo tanto, se adelantaron al Mesolítico y comenzaron a hablar de Epipaleolítico. El mesolítico (en griego: μεσο- [meso-], «medio», y λίθος [líthos], «piedra»; que quiere decir Edad Media de Piedra) inicia al final del Paleolítico, hace unos 10 000 años, y finaliza con el desarrollo de la agricultura, aunque esta fecha inicial varía según las determinadas peculiaridades de cada región. En algunas zonas llegó a durar unos cuantos milenios, pero en ciertos lugares donde la agricultura ya existía, como por ejemplo en el Oriente Medio, el mesolítico tuvo una duración corta y quedó mal definido, en las regiones poco afectadas por la glaciación a veces se prefiere hablar de Epipaleolítico.
Donde persistió más tiempo fue en sociedades de Europa del Norte, ya que tenían abundancia de alimentos debido a que vivían en zonas pantanosas aparecidas como consecuencia del cambio climático. Estas condiciones favorecieron la existencia de diferentes ritmos en el desarrollo, como se puede observar analizando los vestigios de las culturas Aziliense y Maglemosiense.
La persistencia del Mesolítico retrasó la llegada del Neolítico, que se produce alrededor del 7000 a. C.
Sin embargo, se han hallado pocos vestigios de este período y estos se limitan generalmente a residuos alimenticios, pero cabe destacar que en las regiones boscosas aparecen los primeros signos de deforestación. Esta práctica no se generalizó sino hasta el Neolítico, que es cuando la agricultura comenzó a requerir de la utilización de grandes espacios de cultivo.
En muchas zonas, el Mesolítico se caracterizó por la existencia de herramientas de sílex, para objetos destinados a la pesca, hachas de piedra y artefactos de madera, como por ejemplo canoas y arcos que se han encontrado en algunos lugares. Estos objetos producto del progreso tecnológico se desarrollaron primero en África, asociados con la cultura aziliense, antes de extenderse hacia Europa a través de dos zonas: la península ibérica y el Levante mediterráneo.

### Neolítico
El Neolítico —que quiere decir, la «nueva edad de piedra»— es donde se produce el primer periodo de desarrollo tecnológico y social.
Esta etapa se inició hace unos 9 000 años (en el 7000 a. C.) y se caracterizó por la creación de los primeros poblados y por la aparición de la agricultura, la ganadería y la metalurgia.
La incorporación de este cambio de vida conllevó cambios en la alimentación y, de esta manera, se aprendió a elaborar pan y  bebidas alcohólicas.

### Edad del Cobre

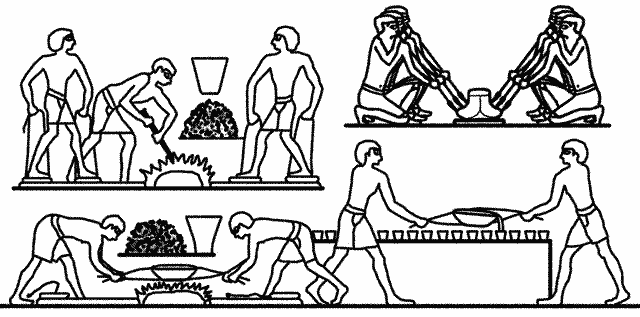
Fundición de cobre en murales funerarios egipcios.

El uso de los metales suplantaron al sílex y otros materiales pétreos que hasta ese momento eran la materia básica para la elaboración de herramientas agrícolas, armas y materiales de construcción; esto hizo posible tener objetos más duraderos y eficientes. Todos estos metales ya eran conocidos por el hombre preneolítico, pero este no dominaba las técnicas para su elaboración y manipulación, técnicas que requerían de temperaturas muy altas.
Los utensilios, armas y adornos de cobre o bronce eran el material básico en el 3000 a. C..

### Edad del Bronce
Después del cobre, se descubrieron nuevas aleaciones del cobre con el estaño o el plomo, que juntos dieron lugar a un nuevo producto, el bronce; este nuevo material es menos maleable, pero más duro. 

### Edad del Hierro
Posteriormente, en el Mediterráneo oriental, en el Oriente Próximo y en China se implantó, de manera generalizada, el uso del hierro. Un gran salto tecnológico se dio con el uso de la forja, estos hornos de alta temperatura hicieron posible la manipulación del hierro para producir herramientas aún más resistentes.

## Nacimiento de los estados
| División de la Historia Europea según Cristóbal Cellarius |                    |                    |                         |                    |
| Prehistoria                                               |                    |                    |                         |                    |
| Edad Antigua                                              | Antigüedad clásica | Antigüedad clásica | Antigüedad clásica      | Antigüedad clásica |
| Edad Antigua                                              | Antigüedad tardía  |                    |                         |                    |
| Edad Media                                                | Alta Edad Media    | Alta Edad Media    | Alta Edad Media         | Alta Edad Media    |
| Edad Media                                                | Baja Edad Media    | Baja Edad Media    | Plena Edad Media        |                    |
| Edad Media                                                | Baja Edad Media    | Baja Edad Media    | Crisis de la Edad Media |                    |
| siglo XV                                                  |                    |                    |                         |                    |
| Edad Moderna                                              | siglo XVI          | siglo XVI          | siglo XVI               | siglo XVI          |
| Edad Moderna                                              | siglo XVII         |                    |                         |                    |
| siglo XVIII                                               |                    |                    |                         |                    |
| Edad Contemporánea                                        | siglo XIX          | siglo XIX          | siglo XIX               | siglo XIX          |
| Edad Contemporánea                                        | siglo XX           |                    |                         |                    |
| Edad Contemporánea                                        | siglo XXI          |                    |                         |                    |

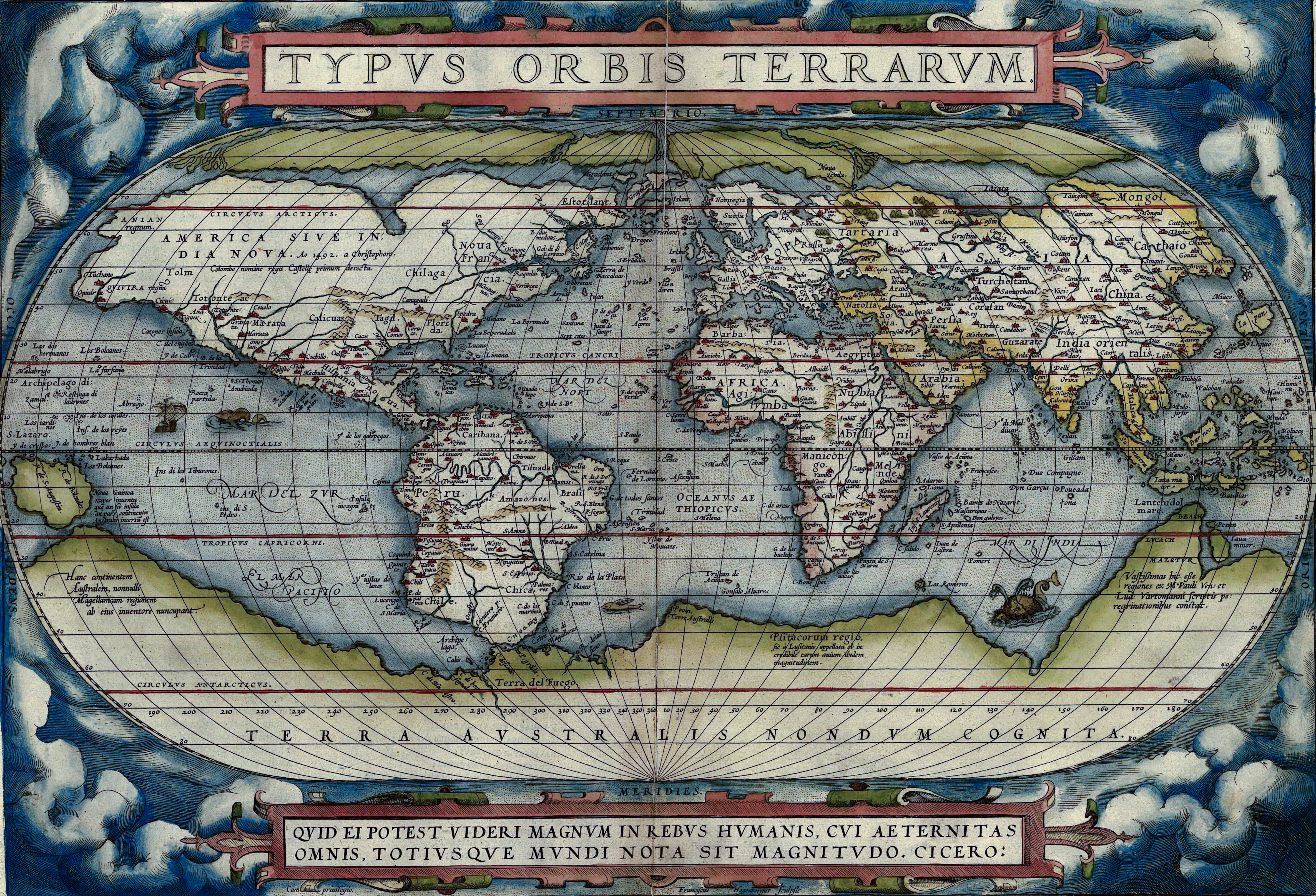
Mapamundi dibujado por Ortelius (1570).

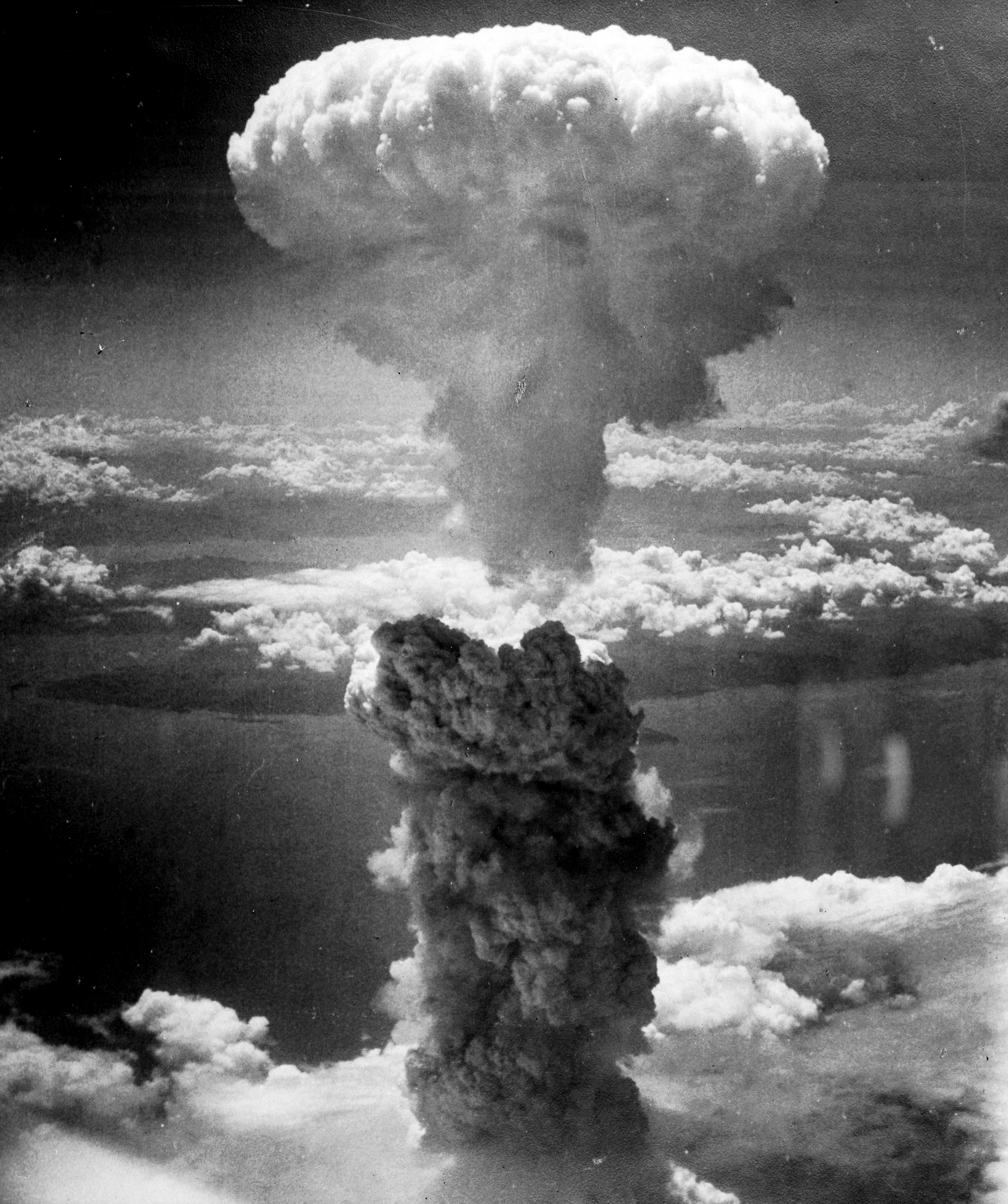
Bomba atómica sobre Nagasaki, 9 de agosto de 1945.

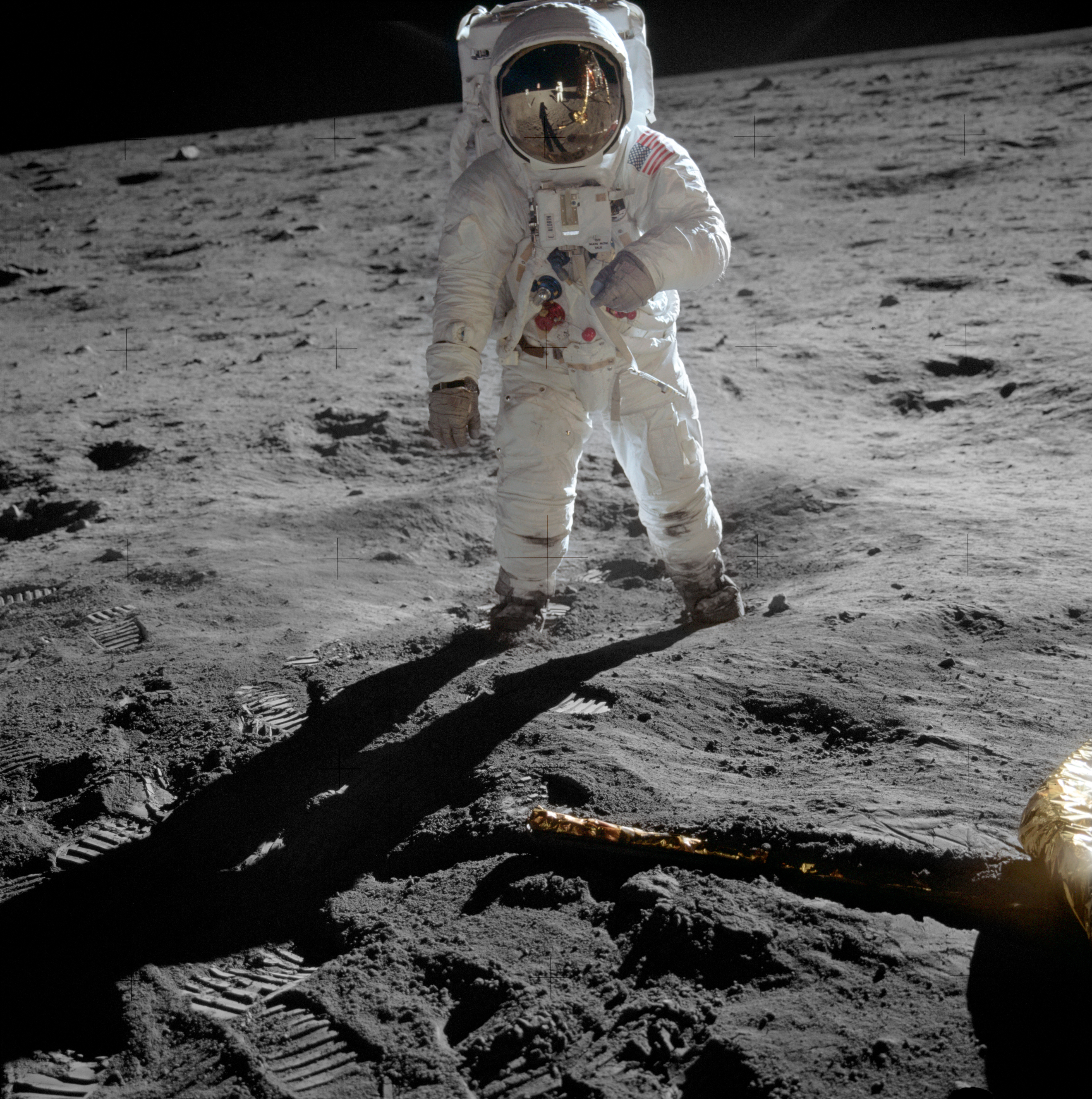
Buzz Aldrin sobre la superficie lunar, 20 de julio de 1969.

La historia universal suele ser dividida en períodos históricos. Los historiadores marxistas distinguen cuatro grandes períodos: comunismo primitivo, esclavismo, feudalismo y capitalismo. El alemán Cristóbal Cellarius en 1685, dividió la historia en tres edades: antigua, media y moderna. Sin embargo, dicha periodización es sólo válida para la historia europea.

- La Edad Antigua. En Europa comprende desde alrededor del año 3000 a. C.[32] hasta alrededor del 476 d. C.[33][34][35]
- La Edad Media.[36][37] En Europa comprende desde el año 476 d. C. (caída del Imperio romano de Occidente), hasta el año 1453 d. C. (caída del Imperio romano de Oriente).
- La Edad Moderna.[38] En Europa comprende desde el año 1453 d. C. hasta el 1789.
- La Edad Contemporánea. En Europa comprende desde el 14 de julio de 1789, con la Revolución francesa, y llega hasta nuestros días.

Max Weber define Estado como «una organización humana que controla de manera exclusiva y legal el uso de la fuerza sobre una zona geográfica específica».
A mediados del X milenio a. C. se produjo un cambio crucial que es el desarrollo de la agricultura, cambio calificado como "revolución" por el historiador australiano Gordon Childe; tuvo lugar en la zona del Creciente Fértil y, hacia el 7000 a. C., se extendió a otros lugares, como al valle del Indo, a Egipto (6000 a. C.) y a China (5000 a. C.). Por otro lado, en Mesoamérica también se encontraron restos arqueológicos que confirman que la agricultura ya se practicaba en este lugar en el 2700 a. C. A partir del 5500 a. C. se generalizó el desarrollo del regadío organizado y de la utilización, por parte de los sumerios, de mano de obra especializada.
La investigación tradicional ha tendido a concentrarse en la región del llamado Creciente Fértil pero los estudios arqueológicos realizados en el continente americano, así como en el este y sudeste de Asia, muestran que ciertos sistemas agrícolas que utilizaban diferentes tipos de cultivos y que funcionaban con el apoyo de determinados animales, podrían haberse desarrollado de manera paralela prácticamente en la misma época.
Los primeros estados aparecieron en el IV milenio a. C. en Mesopotamia y en Egipto a orillas del río Nilo.
Aun así, siguieron existiendo pueblos nómadas, como los aborígenes de Australia o los bosquimanos del sur de África, que no utilizaron la agricultura y, si lo hicieron, fue en una época más reciente.
En el III milenio a. C. surge la cultura del valle del Indo, y la civilización Caral en Perú. La época de los Tres augustos y cinco emperadores a las orillas del río Amarillo. En China a partir del 2500 a. C. aparece la primera dinastía testificada por la arqueología que es la dinastía Xia.
En el II milenio a. C. emergieron civilizaciones en Creta, Grecia Oriental y Turquía.
Desde el siglo I a. C. se desarrolló una red de rutas comerciales organizadas a partir del negocio de la seda china. Sus diversas rutas comenzaban en la ciudad de Chang'an (actualmente Xi'an), en China, pasando entre otras por Karakórum (Mongolia), el paso de Khunjerab (China/Pakistán), Susa (Persia), el valle de Fergana (Tayikistán), Taxila (Pakistán), Antioquía (Siria), Alejandría (Egipto), Kazán (Rusia) y Constantinopla, a las puertas de Europa, llegando hasta los reinos hispánicos en el siglo XV, en los confines de Europa y a Somalia y Etiopía en África oriental.
Los casitas de Babilonia o los manchúes de China, consiguieron conquistar a estados muy desarrollados y, posteriormente, se integraron dentro de sus estructuras.
Los europeos consiguieron enclaves imperiales en Indonesia y las Molucas, merced a la ausencia de poderes políticos o militares fuertes en la región.
En el siglo XV navegantes chinos como Zheng He y portugueses como Enrique el Navegante, impulsados por la difusión de la brújula, la cartografía y la construcción de grandes naves, establecieron rutas comerciales que conectaron Europa, África y Asia. En 1492 el navegante genovés Cristóbal Colón llegó al continente americano, en 1498 el portugués Vasco de Gama conectó Europa con la India y en 1522 Juan Sebastián Elcano circunnavegaría por primera vez el globo (1519-1522).
A fines del siglo XVI se conformó una gran red de comercio marítimo a través del océano Pacífico con centros portuarios en Lima, Panamá, Manila, Guangzhou y Xiamen. Simultáneamente españoles y portugueses abrieron rutas navieras para comerciar esclavos secuestrados en África y vendidos en América. En el siglo XVI, los avances de la ciencia como el de Andreas Vesalio en medicina y Nicolás Copérnico y Galileo Galilei en astronomía cambiaron la visión del mundo (para los europeos, al menos). Sentaron así las bases para una serie de descubrimientos: la ley de gravitación universal de Isaac Newton, el principio de que toda vida procede de otra vida de Lazzaro Spallanzani, el descubrimiento de los microorganismos por Anton van Leeuwenhoek, la vacunación de Edward Jenner, etcétera. Por otra parte, se produjo el progreso de la medicina con investigadores como Louis Pasteur.
A inicios del siglo XVII navegantes europeos llegaron a Australia. Solo la Polinesia quedó fuera y, aun así, las civilizaciones del océano Pacífico fueron sumadas en el siglo XVIII (isla de Pascua en 1722, Hawái por el capitán Cook). Al mismo tiempo, fueron confirmadas por primera vez las hipótesis sobre el mítico continente austral, al recibirse reportes de la existencia de la Antártida.
Por esta época se produjeron las revoluciones liberales. Los esfuerzos de inventores como Thomas Newcomen y James Watt llevaron a la invención, a finales del siglo XVIII, de la máquina de vapor. La industrialización puso en manos de las potencias coloniales europeas nuevas armas para la guerra, como por ejemplo el rifle de retrocarga, el acorazado o la ametralladora, lo que les dio la supremacía sobre los ejércitos. En Europa durante el siglo XVIII, el desarrollo del conocimiento y la tecnología, alcanzó una masa crítica que hizo posible la Revolución Industrial.
Comenzó la contaminación  de los ecosistemas, la extinción de las especies y la consiguiente disminución de la biodiversidad. Las emisiones de dióxido de carbono desde mediados del siglo XIX, como producto de la quema masiva de combustibles fósiles (carbón, petróleo), ha generado el calentamiento global.
Hacia 1835, los seres humanos alcanzaron por primera vez los mil millones de habitantes en su historia.
En el paso de los siglos XIX a XX, el surgimiento de leyes laborales protegió a los trabajadores y permitió el surgimiento de una clase media y de una sociedad de consumo a gran escala. Esto no fue sin duras luchas, en las cuales las organizaciones de trabajadores (sindicatos) fueron muchas veces prohibidas y perseguidas.
Poco a poco, todas las regiones y poblaciones del globo cayeron bajo el poder de uno u otro estado hasta que, mediante el Tratado de Berlín de 1878, el Reino Unido, el Imperio austrohúngaro, Francia, el Imperio alemán, el Reino de Italia, Rusia y el Imperio otomano se atribuyeron los últimos territorios desocupados, a excepción de la Antártida.
En el siglo XX, en el año 1914, un incidente menor (el asesinato del archiduque Francisco Fernando de Austria) desató la Primera Guerra Mundial hasta 1918. Sin embargo, la paz no fue satisfactoria. Después de la Primera Guerra Mundial se produjo la Gran Depresión y la guerra civil española (1936-1939) y la revolución rusa de 1917. En el año 1939 estalló la Segunda Guerra Mundial, en la cual se enfrentaron las potencias Aliadas (Gran Bretaña, Unión Soviética, Estados Unidos, Francia Libre, Polonia, China y muchos más) contra el Eje (Alemania nazi, Italia, Japón).
A partir del final de la Segunda Guerra Mundial en 1946, emergió un orden bipolar encabezado por Estados Unidos y la Unión Soviética. Ambos buscaban el dominio mundial, pero el temor al arsenal nuclear enemigo los llevó a evitar la confrontación abierta. Por eso, a este período se le llama la guerra fría. Muchos países de Europa del Este,  se unieron a la Unión Soviética y formaron el pacto de Varsovia. La intensidad de las hostilidades entre Estados Unidos y la Unión Soviética fue escalando hasta llegar a la crisis de los misiles de 1962. A consecuencia de esto, ambas potencias se abocaron a relaciones más cordiales, surgiendo así la Détente. En la década de 1980, Estados Unidos se embarcó en una nueva carrera armamentista. En respuesta, la Unión Soviética buscó reformarse y abrirse en un proceso llamado Perestroika, el cual se salió de control y llevó al desmantelamiento final de la Unión Soviética y del bloque comunista (1989-1991).
Se intentó crear un nuevo orden mundial tendiente a evitar repetir los horrores de las guerras mundiales y para eso se creó la Organización de las Naciones Unidas (ONU) en 1945, que en 1948 formuló la Declaración Universal de los Derechos Humanos. Pero la ONU fue relativamente insolvente para contener a Estados Unidos y a la Unión Soviética. Estos, por su parte, apoyaron activamente la descolonización, desmantelando los imperios coloniales de Francia, Inglaterra y otros países europeos, como una manera de intervenir directamente en las nuevas repúblicas. Así, al eje "Este-Oeste" (URSS-EE. UU.) se sumó un eje "Norte Sur" (países ricos y países pobres). A los países más pobres y atrasados se los llamó el tercer mundo, por no tener mayor cabida en ninguno de los otros dos mundos, el del capitalismo estadounidense o el del socialismo soviético.
El desarrollo de la cohetería en la primera mitad del siglo XX, permitió por primera vez al ser humano enviar más allá de la atmósfera, naves y satélites robóticos primero y sondas tripuladas después. La exploración del espacio se desenvolvió en el marco de la llamada carrera espacial entre la Unión Soviética y los Estados Unidos; después del derrumbe de la primera, la exploración se ha vuelto una empresa de colaboración internacional. Así, la Estación Espacial MIR fue reemplazada por la Estación Espacial Internacional. En 1969, el Apolo XI llega primer vuelo tripulado a la Luna. En 1977 empieza la misión Voyager, destinada a explorar el exterior del sistema solar. En 1983 la sonda Pioneer 10, llega hasta la heliopausa, el confín más remoto del sistema solar, y abandona definitivamente este. En 1990, entra en órbita el Telescopio Espacial Hubble, el primer telescopio ubicado más allá de la atmósfera.
En la primera mitad del siglo XX se masificó el uso del radio y en la segunda mitad del mismo siglo se masifica el uso de la televisión. Los progresos en materia electrónica llevan al desarrollo de la computadora. En 1943 entra en operaciones el ENIAC, la primera computadora. A inicios del siglo XXI se masificó el uso de Internet, que posibilita el intercambio de información a largas distancias y en breve tiempo.

## Nacimiento de los supraestados (desde 1990 d.C.)
En este período, los tratados cobran mayor vigor. Así en 1990 se firmó el Tratado de Libre Comercio de América del Norte, en 1991 se funda el Mercosur, en 1951/1993 nace la Unión Europea, en 1995 se establece la Organización Mundial del Comercio en 1996 se conforma la Comunidad Andina, en 2001 nace la Unión Africana, en 2014 surge Unión Euroasiática.
- La Unión Europea (1993-actualidad): Unión supranacional compuesta por veintisiete Estados europeos que fue establecida con la entrada en vigor del Tratado de Maastricht (TUE), el 1 de noviembre de 1993 (aunque la fundación real data de mucho antes, con la Comunidad Europea del Carbón y del Acero en 1951).[62] Con ese acto, la supraestructura «Unión Europea» aunaba y se fundaba sobre las tres Comunidades Europeas preexistentes —la Comunidad Europea del Carbón y del Acero (CECA), la Comunidad Europea de la Energía Atómica (Euratom) y la Comunidad Económica Europea (CEE/CE)— y les añadía la política exterior común y de defensa, la cooperación judicial y policial, formando un sistema complejo conocido como «los tres pilares». Sin embargo, con la entrada en vigor, el 1 de diciembre de 2009, del Tratado de Lisboa, la Unión Europea sucedió por completo, aunque con ciertas particularidades, a las Comunidades Europeas y asumió con ello su personalidad jurídica única actual, diferenciada del Derecho internacional.[63]

### El choque de civilizaciones
Por otra parte, Samuel P. Huntington, en su libro Choque de civilizaciones, planteó la tesis de que el mundo no se está globalizando por completo, sino que se están formando grandes civilizaciones y muy distintas entre sí. Las civilizaciones descritas se pueden agrupar como sigue:
- La civilización euro-norteamericana: Hablan el idioma inglés e idiomas europeos. Su sistema de escritura es el alfabeto latino. Se práctica el laicismo. Llegan a ser cerca de mil millones. Considerada en general como Occidente.
- La civilización musulmana: Hablan el idioma árabe. Su sistema de escritura es el alfabeto árabe o alifato. Su religión mayoritaria es el islam. Son más de mil millones, y se concentran en el norte de África, Oriente Próximo sin Israel, Asia Central, Malasia e Indonesia.
- La civilización hindú: Hablan el idioma hindi. Su sistema de escritura es el devanagari, y su religión, es el hinduismo. Son más de mil millones, y se concentran en la India.
- La civilización sínica: Hablan el idioma chino. Su sistema de escritura es el Rénwù (escritura china). Sus religiones son: el confucianismo, el budismo, el taoísmo y otras privadas. Son más de mil millones, y se encuentran en China y en Asia oriental.
- La civilización latinoamericana: Hablan el idioma español, el idioma portugués y el idioma francés. Escriben con el alfabeto latino. Sus religiones mayoritarias son el catolicismo y el evangelicalismo. Son un más de 600 millones de personas.
- La civilización sub-sahariana: Son más de 700 millones de personas. Viven en pobreza. Tienen religiones animistas.[cita requerida]
- La civilización eslava: Hablan el idioma ruso. Su sistema de escritura es el alfabeto cirílico. Su religión es el cristianismo ortodoxo (véase iglesia ortodoxa). Son más de 250 millones de personas.
- La civilización judía: Son pocos, pero de gran influencia. Hablan en idioma hebreo y escriben con el Alef-Bet. Su religión, el judaísmo.
- La civilización japonesa: Son 126 millones de personas, se concentran en el archipiélago japonés. Hablan el idioma japonés, escriben usando Kanji y Kana. Su religión es el Sintoísmo.

## Historia de Euroasia
A partir del III milenio a. C. surgieron grandes civilizaciones, creadoras de imperios territorial y organicamente más vastos cada vez. Los principales núcleos de civilización fueron los siguientes:

### China

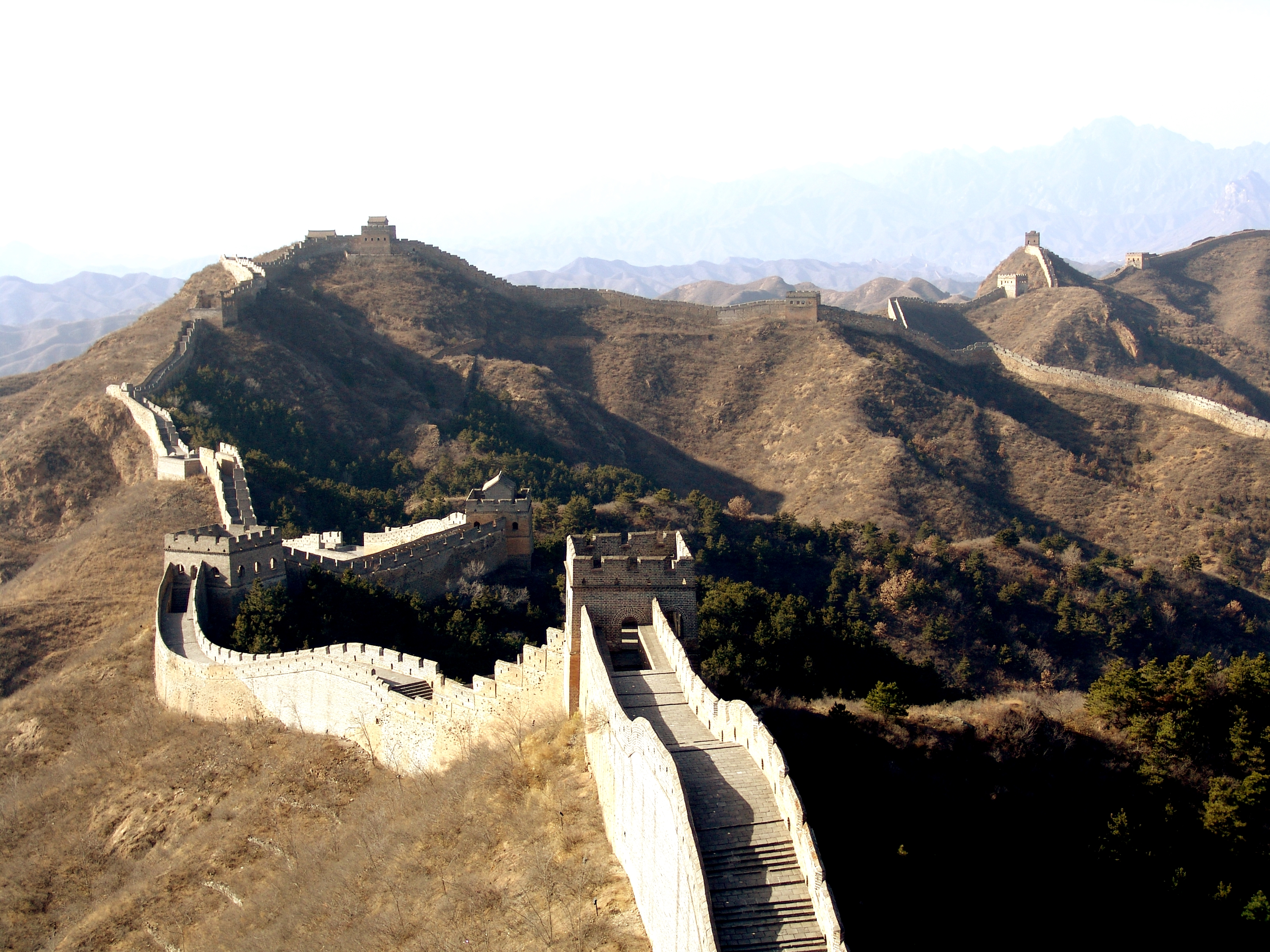
La Gran Muralla China

Mapa político animado de las dinastías en la historia de China

- Los tres augustos y los cinco emperadores fueron los gobernantes de China anteriores a la primera dinastía Xia. A pesar del carácter legendario de las historias es posible que en el origen de estas leyendas se encuentren personajes reales, jefes tribales del III milenio a. C. que habrían logrado victorias militares previas a la unificación de la posiblemente legendaria dinastía Xia. Las fuentes históricas chinas coinciden en el número de tres augustos y cinco emperadores, pero las identidades de estos varían según las fuentes, existiendo versiones diversas tanto para los augustos como para los emperadores.
- Dinastía Xia (2100 a. C.-1600 a. C.). La dinastía Xia que según las crónicas chinas habría durado del siglo XXI a. C.al siglo XVI a. C., está considerada la primera dinastía en la historia china. Las memorias históricas de Sima Qian recogen los nombres de los 17 reyes de esta dinastía. Alrededor de los ríos Yangtsé y Huang-ho surgió la cultura Xia y la cultura Shang. Esta sucumbió ante los invasores Zhou, que gobernaron China durante la primera mitad del I milenio a. C..
- Dinastía Shang (1600 a. C.-1046 a. C.) La dinastía Shang siguió a la legendaria dinastía Xia y precedió a la dinastía Zhou (1122 a. C.-256 a. C.). Se especula que fue fundada por un líder rebelde que destronó al último gobernante Xia. En 1951 fue encontrado en Erligang, en las proximidades de la actual ciudad de Zhengzhou, provincia de Henan, el primer yacimiento arqueológico de la denominada cultura de Erligang (1600 a. C.-1400 a. C.), de la Edad del Bronce en China. Muchos arqueólogos chinos creen que Zhengzhou se encuentra donde estuviera una antigua capital de la dinastía Shang, lo que identificaría la cultura de Erligang como uno de los inicios de la dinastía Shang.Sima Qian dice en sus Memorias históricas que la dinastía Shang trasladó su capital seis veces. El último y más importante traslado, a la ciudad de Yin (殷) en1350 a. C., condujo a la época dorada de la dinastía. Shang Zhou, el último rey Yin, se suicidó después de que su ejército fuera derrotado por el pueblo Zhou. Las leyendas dicen que su ejército le traicionó uniéndose a los rebeldes. Tanto las leyendas coreanas como las chinas manifiestan que un desencantado príncipe Yin llamado Jizi (箕子, Jīzi), que rechazó ceder el poder a los zhou, dejó China con su guarnición y fundó el estado de Choseon cerca de la actual Pionyang, el primer estado coreano. Aunque Jizi es mencionado solo unas pocas veces en las Memorias históricas, se piensa que la historia de su marcha a Choseon no es sino un mito.
- Dinastía Zhou (1046 a. C.-256 a. C.)  A finales del período Zhou crecieron dos grandes escuelas filosóficas, el confucionismo y el taoísmo.
- El período de las Primaveras y Otoños A su vez, en el siglo VI a. C., la antigua hegemonía Zhou se trizó en varios reinos, los cuales entraron en un estado crónico de guerra, durante el período de Primaveras y Otoños.
- Los Reinos Combatientes (221 a. C.) Normalmente es considerado como la segunda parte de la dinastía Zhou oriental. El rey de Zhou actuaba meramente como un emperador títere. El nombre de periodo de los Reinos Combatientes proviene del Registro de los Reinos Combatientes compilado en los primeros años de la dinastía Han. La fecha del comienzo del periodo de los Reinos Combatientes está en disputa. Mientras frecuentemente se cita el 475 a. C. como su inicio, siguiendo al periodo de las Primaveras y Otoños; en otras ocasiones se menciona el 403 a. C., la fecha de la tripartición del estado de Jin, como el comienzo de este periodo.  El periodo de los Reinos Combatientes, en contraste al periodo de las Primaveras y Otoños, fue un periodo en el que los señores de la guerra regionales anexaron estados más pequeños a su alrededor y consolidaron su mandato. El proceso comenzó en el periodo de las Primaveras y Otoños; por el siglo III a. C., siete grandes estados habían alcanzado cierta prominencia. Estos Siete Reinos Combatientes (戰國七雄, Zhànguó Qīxióng, literalmente, "Los siete héroes entre los reinos combatientes") eran Qi (齊), Chu (楚), Yan (燕), Han (韓), Zhao (趙), Wei (魏) y Qin (秦). Otra señal de este desplazamiento en el poder fue un cambio en los títulos: los señores de la guerra aún se consideraban duques (公 gōng) del rey de la dinastía Zhou, pero empezaron a llamarse a sí mismos reyes (王 wáng), para implicar el significado de que se tenían como iguales del rey de Zhou.
- Dinastía Qin  (221 a. C.-206 a. C.)  El nombre Qín, que tiene una pronunciación similar en castellano a "chin", es uno de los posibles orígenes de la palabra China. La unificación de China en el 221 a. C. bajo el primer emperador Qin Shi Huang, nombre que podría traducirse como "El augusto emperador fundador de los Qin", marcó los comienzos de la China imperial, periodo que duró (con ciertas interrupciones) hasta la caída de la dinastía Qing en 1912. La dinastía Qin dejó el legado de un estado centralizado y burocrático que sería continuado en las dinastías sucesivas. El rey de Qin, Zheng, se autoproclamó "Primer emperador", una fórmula de títulos reservada anteriormente para deidades y los mitológicos gobernantes de China. Es conocido por los historiadores como Qin Shi Huang, Primer emperador de Qin. A la muerte del emperador Qin Shi Huang sobrevino una nueva guerra civil.
- Imperio Han (206 a. C.-220 d. C.). En el año 206 a. C., el general Liu Bang unificó nuevamente a China, siguiendo a continuación unos cuatro siglos de relativa paz y estabilidad política. El poder fue ejercido por la Han Anterior o Han Occidental y la Han Posterior o Han Oriental, entre los siglos II a. C. y II d. C..
- Tres Reinos (220 a. C.-280 d. C.)  En un estricto sentido académico se refiere al periodo comprendido entre la fundación de Wei en el 220 y la conquista de los Wu por la dinastía Jin en el 280. Sin embargo, muchos historiadores chinos amplían el punto del comienzo de este periodo a la rebelión de los turbantes amarillos en el 184.
- La dinastía Jin  (265 d. C.-420 d. C.) (chino tradicional: 晉; Wade-Giles: Chin4; pinyin: Jìn) gobernó desde el año 265 al 420. Esta dinastía fue fundada por la familia Sima (司馬), descendientes del general y político del estado de Cao Wei, Sima Yi.
- Dieciséis Reinos (304 d. C.-439 d. C.) Entre los años 304 y 439 el norte de China atravesó una etapa de fragmentación política y de caos. Estos dieciséis reinos habían sido formados por pueblos de etnia no china.
- Dinastías Meridionales y Septentrionales Precisamente sería otro pueblo de etnia no china, los tuoba, los que consiguieran unificar el norte de China al derrotar a todos estos pequeños estados y proclamar la dinastía Wei del Norte en el año 440. Con la unificación del norte, China queda dividida en dos estados: Uno en el norte, en el que se sucederán las llamadas dinastías septentrionales: Wei del Norte, Wei del Este, Wei del Oeste, Qi del Norte y Zhou del Norte; y otro en el sur, en el que, al ser derrocado el último emperador Jin en 420, se sucedieron cuatro dinastías en la corte de Jiankang: los Song, Qi, Liang y Chen.
- Dinastía Sui (581 d. C.-618 d. C.) En el año 581 Yang Jian, general del ejército de la dinastía Zhou del Norte, se hizo con el poder y proclamó una nueva dinastía: los Sui. Ocho años después, en 589, la dinastía Sui derrotaba a la débil dinastía Chen del sur, con lo que conseguía la reunificación del sur y el norte. Tras la reunificación, se inició una etapa de reformas institucionales y de consolidación del poder central. En esta época se construyó el Gran Canal y se amplió la Gran Muralla China. También fue una época de promoción del budismo. En el año 604, Yang Guang sucedió a su padre en el trono quién murió asesinado en el año 617. Se inició entonces, una sucesión de guerras campesinas, que finalizan con la toma del poder por Li Yuan, en el año 618, que funda la dinastía Tang, con capital en Xi'an.
- Dinastía Tang (618 d. C.-907 d. C.) En el año 618, un año después de la muerte del último emperador Sui, el militar Li Yuan asumía el poder como emperador Gaozu de la nueva dinastía Tang. En el año 624, Taizong lo sucedió en el trono. Tras la muerte violenta del primer heredero al trono, un segundo hijo del emperador subió al trono como emperador Gaozong en 649. A partir de noviembre de 660, se agravó el estado de salud del emperador Gaozong y la Emperatriz Wu comenzó a gobernar desde la sombra. Tras la muerte del emperador, en el año 683, fue su tercer hijo, el emperador Tang Zhongzong, quien subió al trono, pero al cabo de seis semanas, Wu usó su poder para destituirlo y darle el trono a otro hijo suyo, el emperador Tang Ruizong, que, como su hermano, gobernaría de manera nominal por un periodo breve, hasta que su madre decidió ratificar de manera pública y oficial su poder, convirtiéndose en la primera y única mujer en la historia de China que ocupó el trono imperial. En el año 705, la emperatriz Wu, que, según las crónicas existentes, tenía ya 80 años de edad, fue derrocada y su hijo el emperador Zhongzong retomó el poder, restaurando la dinastía Tang. Tras varios años de luchas internas, el emperador Xuanzong consolidaría el poder de la dinastía. China en este período vivió una época de esplendor cultural, con inventos como la pólvora o la brújula.  En el año 904, el dirigente militar Zhu Wen lanzó un ataque contra Chang'an, destruyendo la ciudad. A pesar de la aparente fortaleza del imperio, el general de origen centroasiático An Lushan dirigió uno de los mayores rebeliones chinas, la rebelión de An Lushan, que sacudiría los cimientos del estado chino en el año 755. El nuevo emperador Suzong logró finalmente sofocar la rebelión en el año 763. Finalmente, en 907 Zhu Wen hizo matar al último emperador Tang y proclamó una nueva dinastía: la dinastía Liang, con capitales en las ciudades de Luoyang y Kaifeng.
- Periodo de las Cinco Dinastías y los Diez Reinos (907 d. C.-960 d. C.) Las cinco dinastías son las siguientes:
  - Dinastía Liang posterior (907 d. C.-923 d. C.)
  - Dinastía T'ang posterior (923 d. C.-936 d. C.)
  - Dinastía Chin posterior (936 d. C.-947 d. C.)
  - Dinastía Han posterior (947 d. C.-951 d. C.)
  - Dinastía Chou posterior (951 d. C.-960 d. C.)
- Dinastía Song (960 d. C.-1279 d. C.) El emperador Taizu de Song (960-976) unificó China a través de la conquista de otras tierras durante su reinado, poniendo fin a la agitación de las Cinco Dinastías y los Diez Reinos. Durante esta dinastía se usó el papel moneda, la pólvora y la brújula. La dinastía Song se divide en dos periodos distintos: el Song del Norte y el Song del Sur. Durante el Song del Norte 960-1127), la capital Song estuvo en la ciudad del norte Bianjing (actualmente Kaifeng) y la dinastía controlaba la mayor parte del interior de China. El Song del Sur (chino: 南宋, 1127–1279) hace referencia al periodo tras el cual los Song perdieron el control del norte de China frente a la dinastía Jin. Durante este periodo, la corte Song se retiró al sur del río Yangtze y estableció su capital en Lin'an. En 1234, la Dinastía Jin fue conquistada por los mongoles, quienes tomaron el control del norte de China, manteniendo precarias relaciones con los Song del Sur. En 1271, Kublai Kan fue proclamado emperador de China.[64] Tras dos décadas de enfrentamientos esporádicos, los ejércitos de Kublai Kan conquistaron la dinastía Song en 1279.[65]
- Dinastía Yuan (1279-1368)
- Dinastía Ming (1368-1644) En el año 1351 d. C. un grupo llamado Los Turbantes Rojos se alzó en rebelión. Zhu Yuanzhang era un agricultor pobre y un monje budista que se unió a los Turbantes Rojos en 1352 y se forjó una reputación al casarse con la hija adoptiva de un comandante rebelde.[66] En 1356, las fuerzas de Zhu tomaron la ciudad de Nankín,[67] la cual se convertiría posteriormente en la capital de los Ming.  Con el desmoronamiento de la dinastía Yuan, muchos grupos rebeldes comenzaron a enfrentarse por el control del país. En 1363, Zhu Yuanzhang ganó la batalla del lago Poyang, en la que fuera posiblemente una de las mayores batallas navales de la historia. Gracias al uso de brulotes, los 200 000 marinos de Zhu consiguieron vencer a sus rivales pese a que eran superiores en número. La victoria eliminó a la última facción rebelde, lo que dejó a Zhu Yuanzhang como dueño incontestable del rico valle del Yangtsé y le permitió afianzar su poder en el Sur. Tras la sospechosa muerte del jefe de los Turbantes Rojos cuando era un invitado de Zhu en 1367, ya no había nadie que pudiera impedir su acceso al trono e hizo públicas sus ambiciones imperiales al enviar su ejército hacia la capital Yuan Dadu (actual Pekín) en 1368.[68]
- Dinastía Qing (1644-1912)  La dinastía Qing no fue fundada por los chinos han, sino por los manchúes, que tanto hoy como en la antigüedad son minoría étnica en China. El Estado manchú fue formado por Nurhaci, quien originalmente era un vasallo de la dinastía Ming, cuando se declaró emperador del Jin en 1609. Cuando Ligden Khan, el último Gran Kan de los mongoles, murió en el Tíbet en 1634, su hijo Ejei se entregó a los manchúes y le dio el gran sello del emperador de Yuan a Hung Taiji, hijo y sucesor de Nurhaci. La dinastía ming finalizó oficialmente cuando el emperador Chongzhen de China, último emperador ming, se suicidó colgándose en un árbol en el parque Jingshan. Pekín en abril de 1644 fue tomada por un líder llamado Li Zicheng. Wu Sangui, comandante general de los Ming, hizo una alianza con el príncipe manchú, Dorgon, regente del emperador Shunzhi de seis años de edad, hijo del emperador Hung Taiji que había muerto el año anterior. Ambos ejércitos derrotaron a las fuerzas rebeldes de Li Zicheng en batalla el 27 de mayo de 1644.  Y así los Manchú se establecieron como una nueva dinastía en China.  En 1848 aconteció la guerra del Opio.
- La República de China (1912-1949) En 1912 el último emperador Qing, Puyi, fue derrocado. Sun Yat-sen llega a ser nombrado Presidente de la República de China. Sin embargo, Yuan Shikai, un líder militar, se autoproclamó emperador en 1915 Sun Yat-sen se instala en Cantón, desde donde dirige el Kuomintang, el partido político que él había fundado. Chiang Kai-shek, sucesor de Sun Yat-sen al frente del Kuomintang, conseguirá conquistar gran parte de China y establecer en Nankín la capital de la República de China.  Chiang Kai-shek se convierte en presidente de la República. Pero en el año 1931 d. C. Japón conquista Manchuria abandona la capital Nankín, ocupada por Japón, y se repliega al interior, estableciéndose en la ciudad de Chongqing. Tras el final de la Segunda Guerra Mundial, en 1945, Japón abandona sus conquistas en Asia y China recupera Manchuria y Taiwán. Cuando parecía que el gobierno de Chiang Kai-shek podría ya lograr consolidar la estabilidad de la república, el partido comunista organizó una rebelión armada contra el Kuomintang. Este se convierte en una guerra civil total a partir de 1947. En contra de las previsiones, los comunistas logran vencer al ejército de la República. El gobierno del Kuomintang se va a Taiwán.
- La República Popular China  (1949-2019) El 1 de octubre de 1949, el líder del Partido Comunista Chino Mao Tse-Tung proclama la República Popular China desde la puerta de Tian'anmen de la Ciudad Prohibida de Pekín. Mao fue el líder máximo de China hasta su muerte en 1976. Tras la muerte de Mao, el sucesor elegido por este, Hua Guofeng, no consiguió consolidar el poder, que acabó en manos de Deng Xiaoping. Deng Xiaoping inició un proceso de reformas económicas y apertura comercial al resto del mundo. Desde entonces, la economía china ha conseguido crecer a un ritmo espectacular.  Tras la muerte de Deng, su sucesor Jiang Zemin mantuvo el poder hasta el año 2003, cuando fue sustituido por Hu Jintao, el cual gobernó la China hasta el año 2013, año en el cual fue reemplazado por el actual presidente Xi Jinping.

### India
- Bhimbetka  Los abrigos rupestres de Bhimbetka componen un sitio arqueológico situados en el estado de Madhya Pradesh. Las pinturas fueron descubiertas en 1957 por el arqueólogo indio Vishnu Shridhar Wakankar (1919-1988). Los abrigos presentan varias pinturas interesantes que muestran la vida de las personas que vivían en las cavernas, incluyendo escenas de nacimientos, danzas y bebidas, ritos religiosos y enterramientos. Las pinturas muestran también animales como los bisontes, los elefantes, los pavos, los rinocerontes y los tigres. Según la arqueóloga Yiotsna Kamat, la dieta principal de estas tribus eran frutas, cebollas, miel, carne de puercoespín, jabalí, venado, pescado, tortugas y aves (incluido el pavo real). No hay signos de vino o licor.[69]
- Mehrgarh
- Cultura del valle del río Indo (3300 a. C.-1300 a. C.). Se desarrolló desde c. 3300 a. C. hasta c. 1300 a. C. a lo largo del valle del Indo, en Afganistán, Pakistán y el noroeste de la India. Abarcaba cerca de un centenar de asentamientos y dos ciudades importantes: Harappa y Mohenjo-Daro, ambos sitios en Pakistán. En conjunto comprendía el área más extensa de todas las civilizaciones antiguas, más de un millón de kilómetros cuadrados, y atravesó varios periodos, siendo su máximo esplendor entre el 2600 y el 1900 a. C. Esta cultura desapareció hacia 1500 a. C., posiblemente ante los invasores arios.
- Periodo védico (c. 1500 a. C.-c. 500 a. C.) La India se consolidó como una sociedad militarizada, con sistema social de castas, expresado en el Rig-veda (el texto más antiguo de la India, de mediados del II milenio a. C.).
- Mahajanapadas (c. 600 a. C.-c. 300 a. C.) En el siglo IV a. C. florecieron el budismo y el yainismo.
- Dinastía Nanda (345 a. C.-321 a. C.)
- Imperio Maurya (320 a. C.- 180 a. C.) A finales del siglo IV a. C., un guerrero llamado Chandragupta Mauria unificó a la India, dándole estabilidad bajo el Imperio mauria.
- Imperio Śuṅga (185 a. C.-75 a. C.)
- Dinastía Kanva (75 a. C.-30 a. C.)
- Kushan (30 d. C.-375 d. C.)
- Imperio gupta (320 d. C.- 550 d. C.)
- Dinastía chalukya (543 d. C.- 743 d. C.)
- Rashtrakuta (783 d. C.-952 d. C.)
- Hacia el año 1000, conquistadores turcos de religión musulmana ingresaron militarmente y, desde entonces, el territorio indostánico es musulmán e hinduista.
- Imperio Hoysala (1026-1343)
- Imperio vijayanagara (1336-1646)
- Reino de Mysore (1399-1950) Reino (subordinado al Imperio Vijayanagara hasta 1565) y principado vasallo del Reino Unido después de 1799
- Unión de la India (1947-1950) La India fue controlada militarmente por Inglaterra desde la conquista de Delhi en 1804 y mantuvieron su dominio a pesar de una gran rebelión nativa en 1857.
- República de la India (1950-)
- Indochina Comerciantes de la India llevaron en el siglo VII el hinduismo hasta el Sudeste de Asia. Bajo su influencia, en Indochina surgió el Imperio jemer, que fue poderoso entre los siglos VIII y XIII, para ser sustituido luego por otros reinos.

### Europa Occidental
- Stonehenge (2500 a. C.) Stonehenge está formado por grandes bloques de rocas metamórficas distribuidos en cuatro circunferencias concéntricas. Cerca se halla la «Piedra del Sacrificio». Enfrente se encuentra la «Piedra Talón». Está compuesto de un gran círculo de grandes megalitos cuya construcción se fecha hacia el 2500 a. C.[70]
- Cultura de Hallstatt (1200 a. C.-450 a. C.)
- Cultura de La Tène (475 a. C.-18 a. C.)
- Celtas. Los celtas se aposentaron en Europa Occidental durante el I milenio a. C. y su cultura se propagó desde España a Polonia, y desde Inglaterra hasta Turquía. Finalmente, fueron derrotados por los romanos; solo sobrevivió un único reducto, en la lejana Irlanda, hasta que este fue aniquilado por los vikingos.
- El Reino de Soissons (457 d. C.-486 d. C.) El Reino de Soissons[71] (también llamado Dominio de Soissons o Reino de Siagrio) fue un enclave galo-romano centrado alrededor de la ciudad de Soissons que sobrevivió a la caída del Imperio romano de Occidente, siendo el último territorio del Imperio romano en caer, en el 486 d. C., diez años después de la deposición de Rómulo Augusto y seis después de la muerte de Julio Nepote. El Reino de Soissons comenzó cuando el emperador Mayoriano (457-461) designó a Egidio como magister militum de la Galia romana. Cuando Mayoriano perdió su autoridad y su vida frente a Ricimero en 461, Egidio mantuvo su dominio de la mayor parte de la provincia de Galia Lugdunense, creando de facto un estado remanente romano que llegó a ser conocido como el Reino de Soissons. En el caos de la Galia del momento, Egidio conservó su poder frente a los francos asentados al este y los visigodos del sur; sus relaciones con la Bretaña romana pueden haber sido amistosas. Egidio murió en el año 464 o 465. Su hijo Syagrius heredó el poder como Dux del enclave de Suessionum (Soissons). Fue derrotado por los francos en la batalla de Soissons en el año 486 d. C., Siagrio pidió refugio a Alarico II (reino visigodo de Tolosa). Este, en vez de recibirlo, lo hizo prisionero y lo envió a Clodoveo I, quien mandó decapitarlo en el 487. Su régimen representó el último ejemplo registrado de una autoridad nativa galo-romana en la Galia.

Expansión del reino Franco.

- El Reino de los francos en la época merovingia (481 d. C.-800 d. C.) Expansión del reino Franco. Entre los años 355 y 358, el emperador Juliano intentó dominar las vías fluviales del Rin bajo el control de los francos y, una vez más, volvió a pacificarlos. Roma les concedió una parte considerable de la Gallia Belgica, momento a partir del cual pasaron a ser foederati del Imperio romano. De este modo, los francos se convirtieron en el primer pueblo germánico que se asentó de manera permanente dentro de territorio romano.[72]  En el año 481, Clodoveo, hijo del rey Childerico I y de la princesa Basina de Turingia, accedió al trono del reino franco salio, situado en la región de Tournai en la actual Bélgica. El título de rey no era nuevo, pues este era dado a los jefes de guerra de las naciones bárbaras al servicio de Roma. Fue Clodoveo I (481-511), quien por sus campañas militares agrandó verdaderamente el reino de los francos (Regnum Francorum) al este en Alemania y al suroeste en Aquitania, dominada hasta entonces por los visigodos. Muchos años después, el mayordomo de palacio de todos los reinos merovingios, Pipino el Breve (hijo del mayordomo Carlos Martel y descendiente de Pipino el Viejo), logró destronar a su rey merovingio Childerico III en 751 y fue reconocido rey de los francos y posteriormente ungido como rey por el Obispo Romano Esteban II en 754. Pipino el Breve repartió el reino a su muerte en 768, entre sus hijos Carlos y Carlomán. De todas formas, Carlomán se retiró a un monasterio y murió poco tiempo después, dejando a su hermano como único rey. Este pasaría más tarde a ser conocido como Carlomagno, en francés Charlemagne y en alemán Karl der Große.

Imperio Carolingio

- El Imperio Carolingio (800 d. C.-843 d. C.)Imperio Carolingio El día de Navidad de 800, el obispo romano León III  coronó a Carlomagno como «Emperador que gobierna el Imperio romano», en Roma. Carlomagno tuvo varios hijos, pero solo uno le sobrevivió. Fue Luis el Piadoso, quien sucedió a su padre al frente del imperio unificado. Luis murió en el año 840 d. C. y sus tres hijos supervivientes decidieron repartirse el territorio en el Tratado de Verdún, en 843.

- Francia Occidental (843 d. C. 987 d. C.)
- Reino de Francia  (987 d. C. 1791 d. C.)
  - Los Estados generales (1789 d. C.)
  - La Asamblea Nacional Constituyente (1789 d. C. 1791 d. C.)
- Monarquía constitucional francesa (1791 d.C.-1792 d.C.) La monarquía constitucional francesa constituye la primera etapa de la Revolución francesa. El 3 de septiembre de 1791, al jurar la Constitución, Luis XVI hace pasar a Francia de monarquía absolutista a monarquía constitucional. La monarquía constitucional terminó el 21 de septiembre de 1792 cuando la Asamblea legislativa proclamó la abolición de la monarquía, dando paso a la Primera República francesa.
- Primera República Francesa (1792 d. C.-1804 d. C.)
  - La Convención (1792 d. C.-1795 d. C.)
  - El Directorio (1795 d. C.-1799 d. C.)
  - El Consulado (1799 d. C.-1804 d. C.)
- El Primer Imperio Napoleónico (1804 d. C.-1815 d. C.)
- La Restauración borbónica en Francia (1814 d. C.-1830 d. C.) Tras la expulsión de Napoleón Bonaparte en 1814, los aliados restauraron a la Casa de Borbón en el trono francés. El periodo que sobrevino se llamó la Restauración, caracterizada por una aguda reacción conservadora y el restablecimiento de la Iglesia católica como poder político en Francia. Pero los gobiernos de Luis XVIII (entre 1814 y 1824) y Carlos X (entre 1824 y 1830) debieron aceptar nuevas realidades como la monarquía constitucional, el parlamentarismo, la redistribución de la tierra realizada durante las convulsiones de fin del siglo XVIII y la desaparición de los antiguos gremios artesanales. En 1830, Carlos X se enfrentaba a un parlamento de mayoría liberal moderado. Ante este hecho decretó las 4 ordenanzas de julio, que suspendían la libertad de prensa, disolvía la recién elegida Cámara de diputados, alargaba el cargo de los diputados y reducía su número. El pueblo de París se precipitó a la calle y consiguió derrotar el ejército real. Los políticos liberales se aprovecharon de este suceso y el rey Carlos X se vio forzado a exiliarse.
- La Monarquía de Julio (1830 d. C.-1848 d. C.) Se nombró como nuevo rey a Luis Felipe I y de esta forma Francia se dotó de la Constitución de 1830 de Francia. La denominada Monarquía de Julio comenzó con «Les Trois Glorieuses» o bien en castellano, Las Tres Gloriosas Jornadas Revolucionarias de París de los días 27, 28 y 29 de julio de 1830, contra el gobierno del rey Carlos X, que terminaron por llevar al trono francés a Luis Felipe de Orléans[73] que pertenecía a una rama colateral de la Casa de Borbón, la denominada Borbón-Orleans.

- La Segunda República Francesa (1848 d. C.-1852 d. C.) Comienza con el gobierno provisorio de 1848 (24 de febrero - 9 de mayo de 1848) fue un gobierno colectivo de tendencia republicana puesto en marcha después de la revolución de febrero de 1848 destinado a administrar el Estado hasta la constitución de una Asamblea Nacional.  Luego se estableció la Comisión ejecutiva de la República francesa, la cual estaba compuesta por miembros que igualitariamente asumían la función de jefes de Estado, aunque  François Arago era el presidente titular. La Comisión sesionó del 9 de mayo al 28 de junio de 1848, cuando fue designado Louis Eugène Cavaignac como jefe de Gobierno hasta que se produjeron las elecciones. El 10 de diciembre de 1848, el primer Presidente de la República francesa es elegido por sufragio universal masculino: se trata de Luis Napoléon Bonaparte, el «príncipe-presidente», sobrino de Napoleón Bonaparte. La Constitución preveía un mandato presidencial de cuatro años, sin posibilidad de reelección. El 7 de noviembre de 1852, por medio de un plebiscito se pone fin a la Segunda República y se instaura el Segundo Imperio. Luis Napoleón Bonaparte es proclamado como «Napoleón III, Emperador de los franceses», el 2 de diciembre de 1852, fecha recordatoria de la coronación de Napoleón I y de la batalla de Austerlitz. En este período se produjo la abolición de la esclavitud en las colonias.

- El Segundo Imperio Napoleónico (1852 d. C.-1870 d. C.) El Imperio fue proclamado el 2 de diciembre de 1852 (aniversario de la coronación de Napoléon I) cuando el primer y único presidente de la Segunda República, Luis Napoleón Bonaparte, se convirtió en Napoléon III, "Emperador de los franceses". Aunque un año antes, Luis Napoleón Bonaparte ya había dado un golpe de Estado, disuelto el parlamento y se había convertido en dictador, adquiriendo el cargo de “prince-président” (“príncipe-presidente”). La proclamación del Imperio fue aprobada, un mes antes, por el Senado, depurado de cualquier oposición republicana o monárquica, y ratificada mediante un plebiscito popular dos semanas más tarde.
- Tercera República Francesa (1870 d. C.-1940 d. C.)  En 1935 se legalizó el descanso dominical.
- Francia de Vichy (1940 d. C.-1944 d. C.)
- Gobierno provisional de la República francesa (1944 d. C.-1946 d. C.)
- Cuarta República francesa (1946 d. C.-1958 d. C.)
- Quinta República Francesa (1946 - )

### Europa Central
- Invasión bárbara del siglo III A partir del período microglaciar iniciado c. 400 d. C. fueron más numerosas las incursiones militares y los desplazamientos de población en las fronteras del Imperio romano. A excepción de los pueblos túrquicos, los otros tres eran indoeuropeos, como los griegos y latinos. Atendiendo a su condición etnolingüística, estos pueblos eran muy diferentes entre sí, pudiendo distinguirse cuatro grupos culturales:
  - Pueblos túrquicos: como los ávaros, los hunos y posteriormente los búlgaros del Volga.
  - Pueblos eslavos: como los vendos, en lo que hoy es Polonia, y posteriormente los eslavos meridionales en los Balcanes.
  - Pueblos iranios: como los escito-sármatas, entre el Danubio y el Tisza, y los alanos, a orillas del mar Negro.
  - Pueblos germánicos: como los godos, suevos, vándalos, hérulos, anglos, sajones, jutos, francos, burgundios, longobardos y otros.
- Francia Oriental (843 d. C.-962 d. C.) Mediante el Tratado de Verdún se repartía el reino de Carlomagno entre sus tres nietos. La parte oriental, llamada Francia Oriental, recayó en Luis el Germánico, cuyos descendientes reinarían hasta la muerte de Luis IV el Niño y quien sería su último rey carolingio. Tras la muerte de Luis IV en 911, los líderes de Alemania, Baviera, Francia y Sajonia todavía eligieron como sucesor a un noble de estirpe franca, Conrado I. Pero una vez muerto, el Reichstag reunido en 919 en la ciudad de Fritzlar designó al conde de Sajonia, Enrique I el Pajarero (919-936). Con la elección de un sajón, se rompían los últimos lazos con el reino de los francos occidentales. Enrique nombró a su hijo Otón I el Grande como sucesor, quien fue elegido rey en Aquisgrán en 936.

Sacro Imperio Romano Germánico

- El Sacro Imperio Romano Germánico (962 d. C.-1806 d. C.)  Sacro Imperio Romano Germánico Conocido como el Primer Reich. El Imperio se formó en 962 bajo la dinastía sajona con la coronación de Otón I el Grande como emperador. El Sacro Imperio se convirtió en la entidad predominante en la Europa central durante casi un milenio hasta su disolución en 1806.

- La Confederación del Rin (1806-1813) La Confederación del Rin (en alemán: Rheinbund) fue el nombre que recibió la confederación de Estados clientes del Primer Imperio Francés creada por el emperador Napoleón Bonaparte en el marco de las denominadas Guerras Napoleónicas. La confederación fue creada inicialmente por 16 estados alemanes después de que Austria y Rusia fueran derrotadas en la batalla de Austerlitz. El posterior Tratado de Presburgo supuso la creación de la Confederación del Rin. La confederación existió entre 1806 y 1813.[74] La Confederación se disolvió después de la derrota de Napoleón en la batalla de Leipzig en 1813.

- El Congreso de Viena (1814-1815) El Congreso de Viena fue un encuentro internacional celebrado en la capital austriaca, convocado con el objetivo de restablecer las fronteras de Europa tras la derrota de Napoleón Bonaparte y reorganizar las ideologías políticas del Antiguo Régimen. Así pues, su intención era retornar Europa a la situación anterior a la Revolución francesa (1789) y además para asegurar un equilibrio de poder.

- La Confederación Germánica (1815-1866) La Confederación Germánica (en alemán: Deutscher Bund, «Confederación Alemana») fue una unión establecida en 1815 por el Congreso de Viena que agrupó a 39 Estados alemanes en una confederación de Estados soberanos bajo la presidencia de la Casa de Austria. La Confederación Germánica terminó como resultado de la guerra austro-prusiana de 1866 disputada entre las distintas entidades que conformaban esta Confederación: el Imperio austriaco y sus aliados por un lado y el Reino de Prusia y sus aliados por otro lado.

- La Confederación Alemana del Norte (1867-1871) La Confederación Alemana del Norte (en alemán: Norddeutscher Bund) tuvo su inicio en 1867, tras la disolución de la Confederación Germánica. Formada por 22 Estados del norte de Alemania, fue un agrupamiento transitorio, que duró solo hasta la proclamación del Imperio alemán en 1871. El 10 de diciembre de 1870, el Reichstag de la Confederación Alemana del Norte renombró la Confederación como Imperio alemán y dio el título de emperador alemán al rey de Prusia como presidente de la Confederación.[75] Durante el Sitio de París, el 18 de enero de 1871, el rey Guillermo I de Prusia fue proclamado emperador alemán en la Galería de los Espejos del Palacio de Versalles.[76]

- El Imperio Alemán (1871-1918) El Imperio alemán (en alemán: Deutsches Reich,[77] llamado por algunos historiadores alemanes Kaiserlich Deutsches Reich o simplemente Kaiserreich), fue la forma de Estado que existió en Alemania desde su unificación y la proclamación de Guillermo I como emperador, el 18 de enero de 1871, hasta 1918, cuando se convirtió en una república después de la derrota en la Primera Guerra Mundial y la abdicación de Guillermo II (9 de noviembre de 1918).

- La República de Weimar (1919-1933) El nombre de República de Weimar es un término aplicado por la historiografía posterior, puesto que el país conservó su nombre de Deutsches Reich (‘Imperio alemán’). La denominación se debe a la ciudad de Weimar, donde se reunió la Asamblea Nacional constituyente y aprobó la nueva constitución, el 31 de julio y entró en vigor el 11 de agosto de 1919. Este período se caracterizó por golpes de Estado militares y derechistas, intentos revolucionarios por parte de la izquierda y fuertes crisis económicas. Toda esta combinación provocó el ascenso de Adolf Hitler y el Partido Nacionalsocialista Obrero Alemán. El 5 de marzo de 1933, los nazis obtuvieron la mayoría en las elecciones al parlamento, con lo que pudieron aprobar el 23 de marzo la Ley habilitante que, junto al Decreto del Incendio del Reichstag del 28 de febrero se permitió la aprobación de leyes sin la participación del Parlamento, se considera que significó el final de la República de Weimar.

- La Alemania nazi  (1933-1945) La Alemania nazi o nacionalsocialista se refiere al momento en el que el Partido Nacionalsocialista Obrero Alemán gobernó el país.  Después de que Hitler fuera nombrado canciller por el presidente Paul von Hindenburg, el 30 de enero de 1933, el Partido Nazi comenzó a eliminar toda la oposición política y a consolidar su poder. En medio de la Gran Depresión, los nazis restauraron la estabilidad económica y acabaron con el desempleo de masas utilizando los elevados gastos militares y una economía mixta. El retorno a la estabilidad económica impulsó la popularidad del régimen. Austria y Checoslovaquia fueron anexionadas en 1938 y 1939. En septiembre de 1939 acabó invadiendo Polonia, lo que marcó el comienzo de la Segunda Guerra Mundial en Europa. En alianza con Italia y las Potencias del Eje, Alemania conquistó la mayor parte de Europa en 1940.  Después de la invasión alemana de la Unión Soviética en 1941, la marea se volvió contra el Tercer Reich, sufriendo graves derrotas militares a partir de 1942.  Alemania fue invadida en 1945 por los soviéticos desde el este y por los aliados occidentales desde el oeste. La negativa de Hitler a admitir la derrota llevó a la destrucción masiva de la infraestructura alemana y la pérdida innecesaria de vidas en los últimos meses de la guerra. Los aliados llevaron a los líderes nazis supervivientes a juicio por crímenes de guerra, crímenes de lesa humanidad y guerra de agresión en los Juicios de Núremberg.

- La Reunificación alemana  (1989- )   se refiere a los cambios políticos y sociales acontecidos durante 1989 y 1990 en Alemania, que concluyeron en la adhesión de la antigua República Democrática Alemana (RDA) bajo la jurisdicción de la República Federal de Alemania (RFA). También propició la apertura de las fronteras entre las Alemanias, lo que desencadenó la caída del Muro de Berlín el 9 de noviembre de 1989.  Los gobiernos de los Estados Unidos, el Reino Unido, Francia y la Unión Soviética firmaron el Tratado Dos más Cuatro, que falló a favor de la reunificación. También convalidó el Tratado de Unificación, instrumento legal que autorizó la adhesión de la RDA en la RFA según la Ley Fundamental de Alemania el 3 de octubre de 1990. Desde 1991, esa fecha se celebra el Día de la Unidad Alemana.

### Europa Oriental
- Gran Moravia -  fue un imperio medieval de la Europa central desarrollado entre el 833 y el siglo X, constituyendo la primera realidad estatal que se forjó entre los antepasados de checos, moravos y eslovacos. El núcleo territorial del imperio fue el río Morava, hoy en Chequia y Eslovaquia, y en su expansión llegó a abarcar zonas de las modernas Hungría, Rumania, Polonia, Austria, Alemania, Serbia, Eslovenia, Croacia y Ucrania.
- Reino de Polonia (1025-1385) - fue un reino medieval de la Europa desarrollado entre el 1025 y 1385.
- Gran Principado de Hungría (858 d. C. - 1000 d. C.)  Crónicas húngaras como la Gesta Hungarorum narran la existencia del Gran Príncipe Álmos de Hungría (c. 819 - 895), quien fungió de autoridad suprema sobre los siete jefes de los magiares, gobernando entre el 858 y el 895. Siete jefes tribales húngaros unieron simbólicamente sus siete tribus bajo su mandato como Gran Príncipe tras celebrar una ceremonia (el pacto de sangre). Álmos fue sucedido por su hijo fue Árpád. Taksony, nieto del Gran Príncipe Árpad, lideró en 947 un ataque contra Berengario II de Italia y cobró impuestos del reino de Italia para los húngaros. Luego de la derrota sufrida por los húngaros ante el emperador germánico Otón el Grande en la Batalla de Lechfeld, y de la muerte del Príncipe húngaro Falicsi, Taksony asumió el mando. Después de la muerte de Taksony, lo sucedería su hijo Géza, quien comenzaría con el proceso de sedentarización y cristianización de los húngaros. El hijo del Gran Príncipe Géza fue San Esteban I.
- Reino de Hungría (1000 d. C.-1867 d. C.) El primer rey húngaro fue san Esteban, coronado en el año 1000, y el último Carlos IV, quien renunció a sus derechos en 1918 firmando el acuerdo de Eckartsau.
- Imperio austrohúngaro (1867 d. C.-1919 d. C.)
- Hungría (1989 d. C.-2019 d. C.) Desde 1989 Hungría es una república parlamentaria democrática.
- Reino de Bohemia fue un reino medieval de la Europa hasta el siglo XVI.
- Invasión mongola de Europa - La invasión mongola de Europa por hordas comandadas por Batú Kan, Subotai y Kadan del siglo XIII, alcanzó Polonia, Hungría y Rumanía después de que los mongoles hubieran conquistado y devastado la Rus de Kiev.
- Estado monástico de los Caballeros Teutónicos - se formó en 1224 durante las Cruzadas bálticas, cuando los caballeros de la Orden Teutónica conquistaron a los paganos prusios. Los Hermanos Livonios de la Espada que controlaron Livonia fueron incorporados a la Orden Teutónica como una rama autónoma de la Orden de Livonia en 1237. En 1410, tras su derrota en la batalla de Grunwald, la Orden Teutónica entró en decadencia y su rama de Livonia se unió a la Confederación livona que había sido creada en 1422-35. Las tierras teutónicas en Prusia se dividieron en dos en 1466, después de la Paz de Thorn: la parte occidental de la Prusia teutónica se convirtió en la Prusia Real, que llegó luego a ser una parte más de Polonia; el Estado monástico en el este fue secularizado en 1525 durante la Reforma protestante, cuando fue reemplazado por el Ducado de Prusia, un feudo polaco gobernado por la Casa de Hohenzollern.
- Gran Ducado de Lituania - fue un imperio medieval de la Europa hasta 1569 y después hasta 1795 como parte de La República de las Dos Naciones.
- Reino de Polonia (1385-1569) - fue un imperio medieval de la Europa hasta 1569 y después hasta 1795 como parte de La República de las Dos Naciones.
- República de las Dos Naciones - fue un imperio universal y una monarquía aristocrática federal formada en 1569 por el Reino de Polonia y el Gran Ducado de Lituania; duró hasta las reparticiones de Polonia en 1795. El sistema político de la mancomunidad, llamado   Libertad dorada, se caracterizaba por la limitación del poder del monarca por las leyes y la cámara legislativa (Sejm) controlada por la nobleza de Polonia. Este sistema fue el precursor de los conceptos modernos de democracia, monarquía constitucional y federación.
  - Guerras polaco-suecas
  - Guerra polaco-rusa
  - Guerras polaco-turcas
- Checoslovaquia
- Segunda República Polaca
  - Guerra polaco-soviética
- Pacto Ribbentrop-Mólotov
  - Invasión de Polonia de 1939
  - Ocupación de las Repúblicas bálticas

### Rusia
- Los territorios rusos fueron colonizados por los godos en tiempos de los romanos y después por los jázaros y los varegos (vikingos). Estos últimos fundaron Kiev en 962.
- El Rus de Kiev (882-1240) La Rus de Kiev fue una federación de tribus eslavas orientales[78] La Rus de Kiev comenzó con el reinado del príncipe Oleg (r. 882-912), quien extendió su control de Nóvgorod la Grande al valle del río Dniéper con el fin de proteger el comercio de las incursiones jázaras en el este y trasladó su capital a la más estratégica Kiev.[78] Sviatoslav I (?-972) consiguió la primera gran expansión del control territorial de la Rus de Kiev. Vladimiro el Grande (980-1015) introdujo la Cristiandad con su propio bautismo y, por decreto, a todos los habitantes de Kiev y más allá. La Rus de Kiev alcanzó su mayor extensión bajo Yaroslav I (1019-1054); sus hijos prepararon y publicaron el primer código legal escrito, el Justicia de la Rus (Rúskaya Pravda), poco después de su muerte.[79] El declive del Estado empezó a finales del siglo XI y durante el siglo XII, desintegrándose en varios poderes regionales rivales.[80] Se debilitó aún más por factores económicos, tales como el colapso de los lazos comerciales de la Rus con Bizancio debido a la decadencia de Constantinopla[81] y la subsiguiente disminución de las rutas comerciales en su territorio. El Estado cayó finalmente con la invasión mongola de 1240.
- El Principado de Vladímir-Súzdal (1157-1363) A mediados del siglo XII la Rus de Kiev se desintegró en tierras y principados independientes. El principado ocupó un vasto territorio en el noreste de la Rus de Kiev limitado, aproximadamente, por los ríos Volga, Oká y Dviná Septentrional.[82] Vladímir II Monómaco, al asegurar sus derechos al principado en 1093, trasladó la capital de Rostov a Súzdal.[83] Quince años más tarde (1108), fortaleció y reconstruyó la ciudad de Vladímir. A la muerte del príncipe en 1125, esta tierra se separa de la Rus del Sur y su hijo Yuri Dolgoruki se convierte en su primer príncipe. Trasladó la sede del principado a Vladímir en 1157. No obstante, el príncipe no perdía las esperanzas de ocupar el trono de Kiev y mantenía constantes guerras por el gran principado. En una de estas batallas Yuri Dolgoruki logró ocupar Moscú (1147). En 1155 el príncipe Yuri alcanza su meta y se convierte en el gran príncipe de Kiev, pero dos años más tarde es envenenado por los boyardos de esta ciudad. Andréi Bogoliubski, hijo de Yuri Dolgoruki, había sido enviado por su padre al norte e invitado por los boyardos del lugar a gobernar estos territorios. Es a Andréi el Piadoso a quien debe otorgarse el mérito de llevar a Vladímir a su zenit del poder político. Andréi fue un gobernante singularmente dotado, que trató con desdén a los antiguos centros de poder como Kiev. Después de quemar Kiev en 1169, rechazó aceptar el trono de Kiev y en lugar de ello entronizó a su hermano menor, Gleb de Kiev. Su capital de Vladímir fue para él una preocupación mucho mayor y la embelleció con iglesias y monasterios de piedra blanca. Andréi fue asesinado por los boyardos en su residencia suburbana de Bogoliúbovo en 1174. EN 1238, las hordas mongolas a las órdenes de Batu Kan tomaron y quemaron Vladímir durante la invasión mongola de Rusia. Ni Vladímir, ni ninguna de las ciudades más antiguas, lograron recuperarse tras la invasión mongola. El principado rápidamente se desintegró en once pequeños principados: Moscú, Tver, Pereslavl, Rostov, Yaroslavl, Úglich, Belozersk, Kostromá, Nizni Nóvgorod, Starodub del Kliazma y Yúriev-Polski. Todos ellos reconocieron nominalmente la soberanía del Gran Príncipe de Vladímir. Sus gobernantes, una vez instalados como grandes príncipes de Vladímir, ni siquiera se preocupaban por dejar la capital y establecerse permanentemente en Vladímir. Cuando el metropolita Pedro trasladó su sede de Vladímir a Moscú en 1325, quedó claro que el Gran Ducado de Moscú había sucedido con éxito a Vladímir como centro principal del poder en la Rus nororiental.
- El Principado de Moscú  (1283-1547) Cuando el Imperio mongol invadió las tierras de la Rus de Kiev, Moscú era un pequeño pueblo del Principado de Vladímir-Súzdal. Los mongoles quemaron Moscú en el invierno de 1238. El primer príncipe moscovita fue, Daniil Aleksándrovich (reinado entre 1283 y 1303), que aseguró el principado para su familia, los Rúrikovich. Su hijo, Iván I de Rusia (reinado entre 1325 y 1340), obtuvo el título de gran príncipe de Vladímir de los líderes mongoles. Él cooperó estrechamente con los mongoles, recaudando tributos de otros principados en los que se fragmentó la Rus de Kiev.
- El Zarato Ruso (1547-1721) El zarato ruso es el nombre oficial del Estado ruso desde la toma del título de Zar por Iván IV en 1547 hasta la fundación del Imperio ruso por Pedro el Grande en 1721.
- El Imperio Ruso (1721-1917) La expresión «Rusia imperial» designa el periodo cronológico de la historia rusa desde la conquista de los territorios comprendidos entre el mar Báltico y el océano Pacífico iniciada por Pedro I hasta el emperador Nicolás II y el comienzo de la Revolución de 1917.
- La Unión Soviética (1922-1991) La Revolución de Febrero de 1917, que provocó la caída del Imperio ruso, tuvo como sucesor al Gobierno Provisional Ruso, que fue derrocado por la Revolución de Octubre estableciéndose el Gobierno de los bolcheviques denominado Sovnarkom. A continuación, se desencadenó la guerra civil rusa que fue ganada por el nuevo régimen soviético. En diciembre de 1922 fue creada la Unión Soviética con la fusión de la República Socialista Federativa Soviética de Rusia, la República Socialista Federativa Soviética de Transcaucasia, la República Socialista Soviética de Ucrania y la República Socialista Soviética de Bielorrusia. La Unión Soviética tuvo un sistema político de partido único dominado por el Partido Comunista hasta 1990[84] y aunque era una unión federal de 15 repúblicas soviéticas subnacionales, el Estado soviético fue estructurado bajo un Gobierno nacional y una economía altamente centralizados. En 1957 la Unión Soviética puso en órbita el Sputnik, el primer satélite artificial. Luego, en 1961, le sigue Yuri Gagarin, el primer cosmonauta. La primera mujer será Valentina Tereshkova, en 1963, y el primer caminante espacial será Alexei Leonov en 1965. A finales de los años 1980, las repúblicas que componían la Unión Soviética incorporaron legalmente movimientos hacia la declaración de soberanía sobre sus territorios, citando el artículo 72 de la Constitución de la URSS, que indicaba que cualquier república integrante de la Unión Soviética era libre de separarse.[85] El 8 de diciembre de 1991, los presidentes de RSFS de Rusia, RSS de Ucrania y RSS de Bielorrusia firmaron el Tratado de Belavezha que declaró oficialmente la disolución de la Unión Soviética y el establecimiento de la Comunidad de Estados Independientes (CEI), en su lugar. Al día siguiente, el Sóviet Supremo de la Unión Soviética, el cuerpo gubernamental más alto de la Unión Soviética, se disolvió a sí mismo. Tras la disolución de la Unión Soviética el 26 de diciembre de 1991, Rusia fue reconocida internacionalmente[86] como su sucesor legal en la escena internacional.
- La Federación de Rusia (1991- ) La lucha por el centro del poder en la Rusia postsoviética y por la naturaleza de las reformas económicas culminó en la crisis política y el derramamiento de sangre de 1993. A Yeltsin, que representaba la privatización radical, se le opuso el parlamento. Enfrentado con la oposición y amenazado con la impugnación, Yeltsin "disolvió" el parlamento, en lo que puede calificarse como golpe de Estado, el 21 de septiembre y ordenó nuevas elecciones y un referéndum para una nueva constitución. El 4 de octubre, Yeltsin ordenó a las Fuerzas Especiales y a la élite del ejército que tomaran el edificio del parlamento. De este modo el período de transición de la era postsoviética llegó a su fin. Se aprobó una nueva constitución por referéndum en diciembre de 1993. Rusia pasó a tener un sistema fuertemente presidencial. La privatización radical siguió adelante. Vladímir Putin asumió la presidencia el 31 de diciembre de 1999 hasta el 7 de mayo del 2008 y volvió a asumirla el 7 de mayo de 2012, luego del mandato de Dmitri Medvédev.

### Mesopotamia

El Imperio sasánida bajo Cosroes II

Sucesivos asentamientos en Mesopotamia, palabra que en griego significa «entre ríos» (μέσος, «entre» y ποταμός, «río»).
- Período de El Obeid (4500 a. C.-3500  a. C.): En esta etapa destaca Eridu, considerada por  la tradición sumeria como la más antigua de las ciudades de Mesopotamia. La antigüedad de la ciudad fue demostrada por los arqueólogos a lo largo del siglo XX, habiéndose datado los niveles más bajos (nivel XIX) de la excavación en torno al 4900 a. C., a principios del período de El Obeid.[88]  Eridu fue quedando eclipsada por la vecina ciudad de Ur.[88] En esta primera etapa, los restos cerámicos muestran un papel significativo de Eridu en la región. Hacia el 3800 a. C. (nivel VI) la ciudad contaba con un importante templo y un cementerio del que se han descubierto aproximadamente mil sepulturas. Durante el período de El Obeid la agricultura avanzó gracias al control de las aguas en superficie, mediante técnicas de regadío a base de canales.[89]

- Período de Uruk (3800 a. C.-3200  a. C.) Los hallazgos más importantes de esta etapa se centran en Uruk, un poblamiento situado a pocos kilómetros de El Obeid, en el curso bajo del Éufrates, que dará nombre al período.[90] La cultura Uruk tuvo su centro en la zona sur de Mesopotamia, pero sus rasgos se extendieron por todo el Oriente Próximo asiático. Así, se encuentran muestras en el norte de Siria, Turquía o Susa, en el actual Irán.[91]  Las principales características de este período son la aparición del sello cilíndrico, lo monumental de su arquitectura, los rasgos de su cerámica y la aparición de la escritura. Otros avances fueron la invención de la rueda y su primera aplicación fuera del transporte, el torno de alfarero.[92] Al final del período se empezó a utilizar el bronce, producido a base de cobre y arsénico o estaño.[93]
- Período Yemdet Nasr (3200 a. C.-3000 a. C.): Se produjo el distanciamiento entre las regiones norte y sur; esta última, más poblada. La administración abandonó el ámbito regional y se localizó en cada una de las ciudades, las cuales se diferenciaron más entre sí. Por primera vez se puede hablar de Ciudades-Estado y Ciudad-Templo.  En este nivel los hallazgos de documentos escritos se ven reducidos considerablemente. Así, en las regiones periféricas, su uso desapareció por completo; si bien se mantuvo en la Baja Mesopotamia. Es probable que, debido al carácter administrativo de la mayoría de los textos, ya no fuesen necesarios cuando la burocracia regional dejó de funcionar.[94]
- Período Dinástico Arcaico (2900 a. C.-2334  a. C.)
- El Imperio Acadio (2334 a. C.-2193 a. C.): fue un gran reino de Mesopotamia formado a partir de las conquistas de Sargón de Akkad. Mantuvo su máximo esplendor entre los siglos XXIV y XXII a. C. en los que se sucedieron cinco monarcas: el propio Sargón, sus hijos Rimush y Manishutusu, su nieto Naram-Sin y el hijo de este, Sharkalisharri que gobernaron un total de 141 años.
- La invasión de los Gutis También llamados gutu fueron un pueblo del este del Tigris, que habitaba los montes Zagros a finales del tercer milenio a. C., que desde el 2000 a. C. participaron en las luchas por dominar Acad, reino una parte del cual llegaron a ocupar primero brevemente (2180 a. C.-2175 a. C.) y más tarde por más tiempo (2159 a. C.-2116 a. C.). Aparecen en la Historia Universal cuando Naram-Sin, rey acadio, emprende una expedición punitiva en su contra. La famosa estela de Naram-Sin refleja el triunfo militar de este. Sin embargo, un siglo después los gutis atacaron al Imperio acadio, desmantelándolo. Los gutis se impusieron en Mesopotamia durante aproximadamente un siglo, hasta que —siendo vencidos primero por el rey de la ciudad de Uruk, Utu-ḫegal—, la resurrección política de la antigua ciudad sumeria de Ur reemplazó su poder definitivamente.
- La segunda dinastía de Lagash: La invasión de los Gutis no fue tan devastadora. Las ciudades del sur sumerico mantuvieron su independencia y se distinguieron por una intensa actividad cultural. Tenemos una numerosa documentación sobre todo en cuanto refiere a la dinastía de Lagash. Entre los ensi de estas ciudades se evidencia en particular Gudea, por la gran cantidad de textos literarios y de estatuas a su imagen, que lo hicieron el rey sumerico más famoso.[95] Él fue un rey pacífico, que se dedicó a la construcción de numerosos canales, edificios y templos, de los cuales el más famoso es el E-Ninnu, el templo del dios Ningirsu, construido en colaboración con otras ciudades, sin reparar en gastos.[96]
- La tercera Dinastía de Ur:  Durante el período posterior fue Uruk, con el reinado de Utu-hegal quien obtuvo una posición predominante. El nuevo monarca venció al jefe de los nómadas gutis, Tiriqan, que fue tomado prisionero, tras lo cual se nombró «rey de las cuatro regiones». Utu-hegal fue sucedido por Ur-nammu, el cual no se sabe si pertenecía a su dinastía o fue un usurpador. Se ha especulado que podría tratarse de su hermano.[97] El nuevo rey se esforzó por hacer realidad el título que había heredado; atacó las ciudades vecinas y conquistó Nippur, Uruk, Larsa, Ur, Eridu y Lagash, cuyo rey Nammahni fue muerto.[98] Tras esto, decidió trasladar la capital de su Estado desde Uruk a Ur, fundando una nueva dinastía; la III dinastía de Ur. El motivo de este traslado no está claro, aunque es posible que Ur-Nammu hubiese sido gobernador de esta ciudad antes de recibir el trono de Uruk.[97] Ibbi-Sin, hermano Shusin de fue el último soberano de la dinastía. Durante su reinado tuvo que enfrentarse a las oleadas de los nómadas amorreos. Finalmente, un ataque de los elamitas y los nómadas de los montes Zagros consiguió tomar Ur, poniendo fin a la dinastía. Esto fue relatado en las llamadas lamentaciones de Ur.
- Las ciudades-Estado amorreas
  - Isin: Ishbi-Erra, súbdito de Ibbi-Sin se separó de la tercera dinastía de Ur y fundó una dinastía propia en Isin, al norte de Ur. Aunque el imperio de Ur no fue sucedido por otro Estado que abarcase toda Mesopotamia,[99] En los años posteriores Ishbi-Erra consiguió una hegemonía parcial en las ciudades sumerias del sur de Mesopotamia. Está situación se mantendría durante unos 50 años, incluyendo el reinado de sus sucesores.[98]
  - Larsa: Sin embargo, algunas ciudades sumerias no estaban controladas por la dinastía de Isin. A partir del reinado de Lipit-Ishtar, una de ellas empezó a destacar: era Larsa. El florecimiento de Larsa se hizo evidente hacia 1930 a. C., cuando el rey Gungunum conquistó Elam y el valle del Diyala. Unos cinco años después, tras conquistar la ciudad de Ur, Gungunum se autonombró «rey de Sumeria y de Acad». Su sucesor Abisare prosiguió la expansión del reino, conquistando las ciudades acadias de Kish y Akusum así como Nippur. Ya en el siglo XIX a. C., el rey Bur-Sin de Isin trató de frenar el avance de Larsa conquistando Ur y Nippur, pero su iniciativa debió fracasar ya que hacia mediados de siglo, Isin había perdido todo territorio más allá de la propia ciudad.[98]
- El Imperio Paleo-Babilónico o Primer imperio babilónico al Estado creado por Hammurabi (1792-1750 a. C.) según la cronología media) En Mesopotamia existen diversos problemas de datación para este periodo, de manera que ninguna fecha es absoluta. Pueden utilizarse las cronologías alta, media y baja, que sugieren fechas diferentes en la Baja Mesopotamia. Bajo su mando Babilonia, una ciudad-Estado sumeria en poder de una dinastía amorrita, pasó en poco más de treinta años a controlar un territorio más extenso que el imperio de Ur (época de Ur III), anterior poder hegemónico indiscutible de la región.[100] La I dinastía, la amorrea, terminó en el siglo XVI a. C., a causa de la invasión del Imperio hitita. Poco después se inició la dinastía casita de Babilonia o periodo babilonio intermedio.
- El Imperio Asirio (1813 a. C.-609 a. C.):  Hacia el siglo VIII a. C. los asirios, un pueblo del norte de Mesopotamia, iniciaron una vasta expansión militar contra Palestina, llegando incluso a Egipto.

Caldeos y Medos

| - El Imperio Neo-Babilónico (626 a. C.-539 a. C.) o Imperio Caldeo. El rey Asirio Asurbanipal murió en el año 627 a. C., casi al mismo tiempo que su súbdito, el rey de Babilonia, Kandalanu. Nabopolasar, luego de exitosas campañas contra los asirios en ciudades como Nippur o Uruk, fue coronado rey de Babilonia en el 626 a. C. Los reyes de este imperio alternaban sus sedes entre Babilonia y Caldea. Gobernaron hasta 538 a. C., fecha en la que los persas tomaron Babilonia. | - Imperio Medo (678 a. C.-549 a. C.) En el primer cuarto del primer milenio a. C., nómadas ganaderos que hablaban algún tipo de lengua indoirania, se infiltraron en los Zagros, asentándose entre la población nativa. Los guerreros tribales son mencionados por primera vez por los asirios como enemigos de Salmanasar III (858-824 a. C.). Los habitantes de Media estaban divididos en varias tribus pequeñas y, a pesar de que los reyes asirios fueron capaces de subyugar a algunas de ellas, nunca pudieron conquistar Media totalmente. De hecho, es probable que fueran los asirios los responsables de la unificación de las tribus medas. Astiages (f. 550 a. C.) fue el último rey de Media, hijo de Ciáxares, destronado en el 550 a. C. por el persa Ciro II el Grande. |

Imperio Aqueménida bajo Darío I

- Imperio aqueménida (550 a.C.-331 a. C.) o Primer Imperio Persa Imperio Aqueménida bajo Darío I Su expansión territorial comenzó, durante el reinado de Ciro II (559-530 a. C.), con la anexión del reino medo,[101] y alcanzó su máximo apogeo en el año 500 a. C., cuando llegó a abarcar parte de los territorios de los actuales estados de Libia, Bulgaria y Pakistán, así como ciertas áreas del Cáucaso, Sudán y Asia Central. Las grandes conquistas hicieron de él el imperio más grande en extensión hasta entonces.[101] Su existencia concluyó en 330 a. C. cuando el último de los reyes aqueménidas, Darío III, fue vencido por el conquistador macedonio Alejandro Magno.[101]
- Época helenística (331  a. C.- 312  a. C.): Alejandro Magno murió en el 323 a. C..

- El Imperio Seléucida (312 a. C.-63 a. C.):  En el año 312 a. C.  Seleuco se estableció en Babilonia ese mismo año, tomándose esa fecha como la de la fundación del Imperio seléucida. Hacia los años 100 a. C., el antaño formidable Imperio seléucida abarcaba poco más de Antioquía y algunas ciudades sirias. Entre los años 69-64 a. C. Antíoco XIII Asiático fue rey seléucida[102] tras la derrota de Tigranes II el Grande, Lucio Licinio Lúculo lo proclamó rey en Antioquía, como rey cliente.[103] Sin embargo, Pompeyo lo depuso poco después, convirtiendo Siria en provincia romana. Se le suele considerar como el último de los seléucidas, pese a que Filipo II Filorromano reinó en parte de Siria después de él. Mapa referencial de los reinos Grecobactriano, Parto y Seleúcida en el 180 a. C.

Mapa referencial de los reinos Grecobactriano, Parto y Seleúcida en el 180 a. C.

| - Reino grecobactriano (250 a. C.-125 a. C.). En Asia Central, por su parte, al hundirse el Imperio Seléucida los griegos se independizaron y crearon el reino de Bactria, después de lo cual invadieron la India y destruyeron al Imperio mauria. | - El Imperio Parto (247 a. C.-22 d. C.): Desplomado el Imperio seléucida, surgió el Imperio parto en Persia, que gobernó entre el 226 a. C. y 221. |

- El Imperio Sasánida (226 d. C.-651 a. C.) o Segundo Imperio Persa Los partos, a su vez, fueron sucedidos por los sasánidas. La dinastía sasánida fue fundada por Ardacher I tras derrocar al último rey arsácida, Artabán IV de Partia, y terminó cuando el último Shahanshah (Rey de reyes) sasánida Yazdgerd III (632-651) perdió una prolongada guerra de 14 años contra el primero de los califatos islámicos.

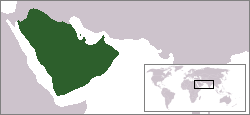
Antes de su muerte en 632, Mahoma había consolidado su dominio sobre la península de Arabia.

- El Islam (610 d.C.-632 a.C.): Los musulmanes creen que en 610 a los cuarenta años de edad, mientras meditaba, Mahoma tuvo una visión. Las primeras revelaciones hicieron que Mahoma llegase a pensar que estaba bajo el influjo de una presencia demoníaca, llevándolo cerca del suicidio. La mediación de su esposa evitó tal desenlace y así Mahoma empezó a predicar contra el politeísmo de su propia tribu, la qurayshí, por cuanto ellos eran los guardianes de la Kaaba. Es por esto que Mahoma y sus seguidores se vieron perseguidos. Ellos huyeron a Medina en el año 622 d. C. y así comenzó el calendario musulmán. Mahoma llegó a Medina como un mediador, invitado a resolver querellas entre los bandos árabes de Aws y Khazraj. Logró este fin absorbiendo a ambas facciones en la comunidad musulmana. En el año 628 d. C., la posición de Mahoma era lo suficientemente fuerte para decidir su retorno a La Meca. En el año 630 d. C., logró la Conquista de La Meca. Mahoma falleció el 8 de junio de 632 d. C. en la ciudad de Medina a la edad de 63 años. Abu Bakr, el padre de Aisha, la tercera mujer de Mahoma, fue elegido por los líderes de la comunidad musulmana como el sucesor de Mahoma, pues este era el favorito de Mahoma.
- El Califato Ortodoxo (632  d. C.-661  d. C.)
- El Califato Omeya (661 d. C.-750 d. C.): En 661, una guerra civil llevó a la instauración del Califato Omeya, conformado por una casta de señores de la guerra instalados en Damasco (Siria).

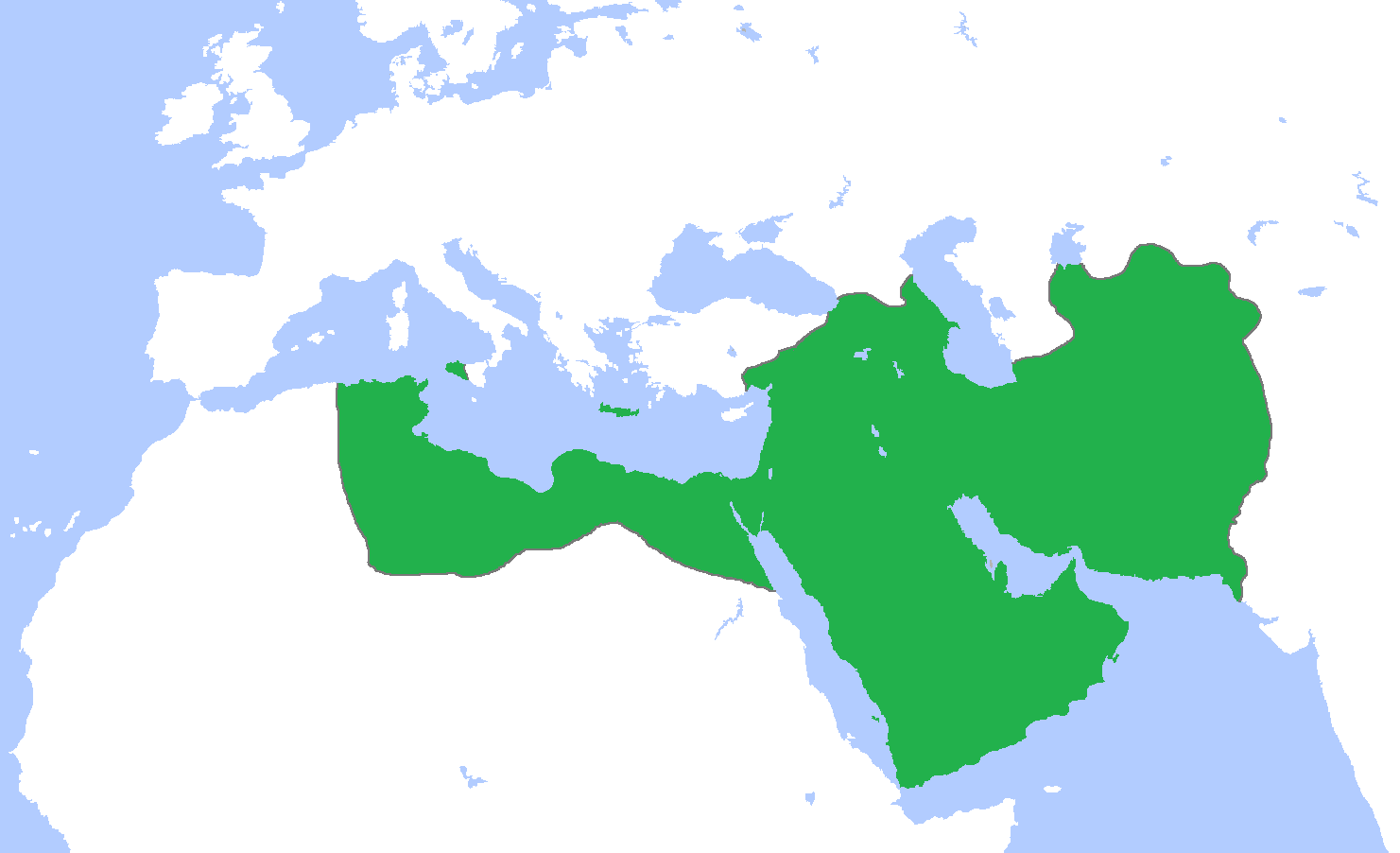
Califato Abasí hacia el año 850 d. C.

- El Califato Abasí (750 d. C.-1258 d. C.) Califato Abasí hacia el año 850 d. C. Fue la segunda dinastía de califas suníes, que sucedió a la de los omeyas. También se conoce como califato de Bagdad, ya que el califato abasí fue fundado en Kufa en 750 y cambió su capital en 762 a Bagdad. En 750, estos fueron derribados por una rebelión promovida en el Jorasán por los abasidas, quienes vivieron una edad de oro cultural durante la centuria siguiente; esto, aunque surgieron anticalifatos en Egipto y España. El Califato Abasida fue reemplazado por el gobierno de facto de los turcos selyúcidas y, después, sus últimos restos de poder fueron abatidos con la conquista de Bagdad por los mongoles, en 1258.
- El Imperio Selyúcida (1037 d. C.- 1157 d. C.): Después de que los abasidas entraran en decadencia, con la irrupción de los selyúcidas (siglo X), la religión musulmana siguió extendiéndose hacia regiones aún más alejadas, incluyendo el África Central o Indonesia, al tiempo que su cultura alcanzó incluso hasta la Europa cristiana.

Expansión del territorio mongol.

- El Imperio Mongol (1206 d. C.-1368 d. C..) Expansión del territorio mongol.:  fue el segundo imperio más extenso de la historia y el primero entre los constituidos por territorios continuos,[104][105][106][107][108] fue instituido por Gengis Kan a partir del año 1206 y llegó a tener en su apogeo una extensión máxima de unos 33 000 000 km², abarcando desde la península de Corea hasta el Danubio,[105] y albergando una población de más de 100 millones de habitantes,[109] El Imperio mongol se desintegró en una serie de kanatos, los cuales fueron sometidos uno a uno en el curso de los seis siglos siguientes, por invasores rusos y chinos, desapareciendo los últimos en el siglo XIX.
- El Imperio safávida (1501 d. C.- 1722 d. C.) o  (persa: دودمان صفوی) Los safávidas eran originarios de Ardebil, una ciudad del Azerbaiyán iraní, en ese entonces una región en el norte de Irán. Eran predominantemente una dinastía de habla túrquica azerí, cuyo idioma clásico era el persa.[110][111] Los safávidas crearon un Estado iraní unificado e independiente por primera vez desde la conquista musulmana de Persia, reafirmaron la identidad política iraní y establecieron el islam chiita como la religión oficial de Irán. Los safávidas gobernaron Irán entre 1502 y 1722, año en que invadieron sus dominios las fuerzas pastunes de Mir Mahmud Hotaki. Posteriormente, en 1736, se apoderó del territorio la dinastía afsárida, aunque algunos señores safávidas perduraron hasta 1760.
- La dinastía Afshárida (1785-1925) (en persa: سلسله افشاریان‎) fue una dinastía iraní de Jorasán, de la tribu de los turcomanox afshar, que gobernó el Imperio persa en el siglo XVIII, época en la que el imperio alcanzó su grado más grande desde el Imperio sasánida.
- La dinastía Kayar (1736-1796): La dinastía kayar (también escrito Qajar, Qadjar o Qājār; en persa: سلسله قاجاریه o دودمان قاجار‎) fue una familia real de Irán, de origen turco, que gobernó Persia (Irán) desde 1785 hasta 1925. Primero bajo monarquía absoluta y luego bajo monarquía constitucional. La familia Qajar tomó el control total de Irán en 1794, al deponer a Lutf Ali Khan Zand, el último Shah (emperador o rey) de la dinastía Zand. Reafirmaron la soberanía persa sobre los anteriores territorios iraníes de Georgia y el Cáucaso. En 1796, Aga Muhammad Kan fue coronado formalmente como sah.[112] Fue sucedida por la Dinastía Pahlaví en 1925.
- La Dinastía Pahlaví (1925-1979):  Los Pahlaví fueron la última dinastía de la Sah en gobernar sobre Irán, entre 1925 y 1979, hasta su derrocamiento por la Revolución iraní.
- La República de Irán  (1979-2016) [113][114][115][116][117][118] (en persa: انقلاب اسلامی, Enghelābe Eslāmi o انقلاب بیست و دو بهمن) fue el proceso de movilizaciones que desembocó en el derrocamiento del sah Mohammad Reza Pahleví y la consiguiente instauración de la República islámica actualmente vigente en Irán. Por ello, suele calificarse a la revolución de islámica, aunque en realidad fue un movimiento amplio y heterogéneo que progresivamente fue siendo hegemonizado por el clero chiita bajo el liderazgo del ayatolá Jomeini.

### Levante mediterráneo
- Canaán

Mapa del sudeste del Levante, c. 830 a. C.:
Reino de Israel
Reino de Judá
Estados fenicios
Reino de Aram-Damasco
Reino de Ammon
Reino de Moab
Reino de Edom
Ciudades-estado filisteas

- Reino de Israel (1050 a. C. - 720 a. C.) En el año 928 a. C. las tribus del norte se rebelan contra el rey Roboam y se separan de Judá. A partir de ese año, Israel es gobernado por veinte monarcas en nueve períodos dinásticos. En el año 722 a. C. Sargón II toma la ciudad de Samaria y lleva numerosos israelitas cautivos a Asiria.
- Reino de Judá (1050 a. C. - 586 a. C.) Los hebreos legaron la Biblia a la posteridad. Durante este período gobernaron la dinastía de Saúl y la dinastía de David. Fueron fuertes bajo Salomón. Los judíos fueron deportados en tres etapas. En el año 587 a. C. ocurrió la segunda etapa de la deportación a Babilonia.
- Yehud Medinata (538 a. C. - 332 a. C.) El nombre significa "Provincia de Judá". Fue una provincia del Imperio aqueménida. En el año 538 a. C. Ciro II permite a los judíos retornar a Jerusalén.
- Época helenística (332 a. C. - 312 a. C.) En el año 330 a. C., murió asesinado el último rey aqueménida. Y Alejandro Magno toma el control.
- Provincia de Egipto (312 a. C. -200 a. C.)
- Provincia del imperio Seleúcida (200 a. C. -142 a. C.)
- Asmoneos(142 a. C. - 40 a. C.) En el año 63 a. C. el general Pompeyo se dirigió a Judea. Allí, encontró a los hermanos Hircano y Aristóbulo, este último, que estaba sitiado por su hermano en Jerusalén y solicitó la intervención romana, ofreciéndole una recompensa a Pompeyo, la cual aceptó. Luego Aristóbulo acusó a los romanos de extorsión, lo que originó que Pompeyo instalara en el trono a Hircano y desde entonces Judea y Galilea se volvió un reino clientelar de Roma, que si bien era independiente de jure, estaba sujeto a la autoridad romana.
- Provincia Romana de Iudæa (63 a. C. - 132 d. C.) En el año 47 a. C. Antípatro de Idumea sucedió a Hircano como procurador de Judea, siendo nombrado por Julio César. Al morir Antípatro en el 44 a. C., su hijo Herodes I el Grande fue nombrado gobernador por el Senado romano y rey de Judea en el 39 a. C., si bien empezó a reinar dos años después. Durante su reinado eliminó a varios miembros de los Macabeos, para asegurarse en el trono. Los romanos llamaron a Herodes «rey aliado y amigo del pueblo romano» (rex socius amicusque populi Romani). Murió en el año 4 a. C. y el reino de Judea fue dividido entre cuatro de sus hijos, que se convirtieron en tetrarcas, si bien Roma intervino continuamente en la política interna, hasta el punto que el emperador romano César Augusto destituyó de su cargo a un hijo de Herodes.
- Califato abasí (750 d. C. - 945 d. C.)
- Califato fatimí (909 d. C. - 1171 d. C.)
- Reino de Jerusalén (1099 d. C. - 1291 d. C.)
- Sultanato mameluco de Egipto (1250 d. C. - 1517 d. C.)
- Eyalato Siria otomana (1516 d. C. - 1918 d. C.) La Declaración Balfour (fechada el 2 de noviembre de 1917) fue una manifestación formal pública del gobierno británico durante la Primera Guerra Mundial, para anunciar su apoyo al establecimiento de un «hogar nacional» para el pueblo judío en la región de Palestina, que en ese entonces formaba parte del Imperio otomano. La Declaración fue incluida en una carta firmada por el ministro de Relaciones Exteriores británico (Foreign Office) Arthur James Balfour y dirigida a Lionel Walter Rothschild, un líder de la comunidad judía en Gran Bretaña.
- Mandato británico de Palestina (1920 d. C. - 1948 d. C.)
- Estado de Israel (1948 - )  En 1947, las Naciones Unidas aprobaron la partición de Palestina en dos Estados, uno judío y uno árabe.[119] El 14 de mayo de 1948, el Estado de Israel declaró su independencia, lo cual fue seguido por la guerra árabe-israelí de 1948 con los vecinos países árabes, que se negaron a aceptar el plan de la ONU. Las sucesivas victorias en una serie de guerras posteriores confirmaron su independencia y ampliaron las fronteras del Estado judío más allá de lo dispuesto en el Plan de Partición de las Naciones Unidas. Desde entonces, Israel ha estado en conflicto con muchos de los países árabes vecinos, con varias guerras y décadas de violencia que continúan hasta el día de hoy.[120]
- Filisteos
- Estado de Palestina
- Fenicios En la costa del Líbano floreció Fenicia, un pueblo de mercaderes que navegó hasta Gran Bretaña en busca de comercio.
- Los arameos, que aunque sucumbieron después ante los asirios, hicieron pervivir su idioma hasta más allá de la época de Jesucristo.

### Anatolia
- Kanes (siglo XVIII-XVII a. C.) La primera dinastía que ejerce la hegemonía en Anatolia Central bajo la dirección de los reyes Pitkhana, Anitta y Tudhaliya. Establecieron su capital en Kanes también conocida como Nesa y sometieron a los principales Estados anatolios, entre los que se encontraban Buruskhattum, Hatti y Zalpa.[121] Esta dinastía no sobrevivió muchos años y desapareció en circunstancias desconocidas.[122]
- El Imperio hitita. En el siglo XVIII a. C., Anatolia fue dominada por el pueblo de los hititas, quienes crearon un gran imperio que, bajo Suppiluliuma I y sus sucesores, fue capaz de rivalizar con Egipto.
- El Imperio Bizantino. (395 a. C.-1453 d. C.) Los bizantinos soportaron las arremetidas de germanos y hunos, pero después de la muerte de Justiniano I (565) entraron en decadencia, de la que sólo salieron gracias a la labor de León III el Isaurio y sus sucesores. En la época de la dinastía macedónica, los bizantinos evangelizaron a los eslavos. Después de 1071, en que los bizantinos perdieron Bari en Italia y fueron batidos en la batalla de Manzikert, entraron en decadencia.
- El Imperio otomano (1299-1923) comenzó siendo uno más de los pequeños estados turcos que surgieron en Asia Menor durante la decadencia del Imperio selyúcida. Los turcos otomanos fueron controlando paulatinamente a los demás estados turcos, sobrevivieron a las invasiones mongolas y bajo el reinado de Mehmed II (1451-1481) acabaron con lo que quedaba del Imperio bizantino. Durante el siglo XIX, diversos territorios del Imperio otomano se independizaron, principalmente en Europa. Las sucesivas derrotas en guerras y el auge de los nacionalismos dentro del territorio llevaron al decaimiento del poder del imperio. Su participación en la Primera Guerra Mundial seguido con la Ocupación de Constantinopla y el surgimiento de movimientos revolucionarios dentro de Turquía le dieron el golpe mortal y resultó en la partición del Imperio otomano. El imperio bajo la dirección de un sultán fue abolido el 1 de noviembre de 1922 y un año después, el califato. Los movimientos revolucionarios que lo habían derrocado se agruparon y fundaron el 23 de octubre de 1923 la República de Turquía.
- La República de Turquía  (1923- ) es una república democrática, unitaria y constitucional, cuyo sistema político fue establecido en 1923 bajo el liderazgo de Mustafa Kemal Atatürk, el más destacado miembro del Movimiento Nacional turco, tras la caída del Imperio otomano, con la Ocupación de Constantinopla, como consecuencia de la Primera Guerra Mundial y la partición del Imperio otomano. Desde entonces, Turquía se ha relacionado cada vez más con Occidente a través de la afiliación a organizaciones como el Consejo de Europa (1949), la OTAN (1952), la OCDE (1961), la OSCE (1973) y el G-20 (1999).

### Islas asiáticas
- Japón Hacia el siglo VII el Yamato, uno de los protorreinos feudales japoneses, ganó la supremacía del sur del archipiélago, e instauró el régimen del Mikado. En los siglos siguientes, la llamada Era Heian, Japón vivió una edad de oro, la cual terminó después una intensa guerra civil en 1056. En 1085, el último emperador con poder efectivo fue derrotado, principiando así el gobierno de los shogunes, jefes militares que gobernaban nominalmente en nombre del emperador, aunque eran los señores de facto de Japón. El régimen de los shogunes alternó épocas de estabilidad con cruentas guerras civiles, hasta la imposición del Shogunato Tokugawa en fecha tan tardía como 1603. En cuanto a Japón, tras obligársele a abrirse al comercio exterior en 1853, empezó su desarrollo durante la Era Meiji (1868-1912).
- Insulindia. En la actual Indonesia, por su parte, surgieron el Imperio sriviyaia primero y el Imperio mojopajit después, antes de la irrupción de los musulmanes desde Malaca.

### Islas europeas
- Inglaterra es el territorio más extenso y poblado del Reino Unido. Habitada por pueblos celtas desde el siglo V a. C., fue colonizada por los romanos entre el 43 d. C. y principios del siglo V. A partir de entonces fue invadida por una serie de pueblos germánicos (anglos, sajones y jutos) que expulsaron a los celtas, parcialmente romanizados, hacia Gales, Escocia, Cornualles y la Bretaña francesa. En el siglo X, tras resistir una serie de ataques vikingos, Inglaterra se unificó políticamente. Tras la ascensión de Jacobo VI de Escocia al trono de Inglaterra en 1603 y la anexión de Escocia por Inglaterra en 1707 resulta menos apropiado diferenciar la historia de Inglaterra de la del resto del Reino Unido. En la Inglaterra del siglo XVII llevó a la generación de un nuevo sistema político, la democracia con separación de poderes. Además, se abandonó el escuela mercantilista proteccionista, en beneficio del librecambismo. La industrialización y la producción en serie permitieron abaratar los costos de producción. Inglaterra se transformaría así en la nación más poderosa de la Tierra y el Imperio colonial británico llegaría a cubrir la quinta parte de todas las tierras emergidas.
- Dinamarca
- Islandia
- Dinamarca
- Irlanda

### La península ibérica

Reino Visigodo.

- Reino visigodo (418 d. C.-711 d. C.)  Reino Visigodo. El Reino visigodo de Tolosa o galovisigodo, con capital en la ciudad gala de Tolosa, comenzó en el año 418, tras el pacto o foedus entre los visigodos y Roma; duró hasta el 507, año en el que el rey Alarico II es derrotado por los francos en la batalla de Vouillé y se inicia el intermedio ostrogodo.
- La Conquista musulmana de la península ibérica (711 d. C.-1492 d. C.)
- La Reconquista (1492 d. C.-1516 d.C.)
- La Casa de Austria (1516 d. C.-1700 d. C.)  Es el nombre con el que se conoce a la dinastía Habsburgo reinante en la Monarquía Hispánica en los siglos xvi y xvii; desde la proclamación como rey de Carlos I en 1516, hasta la muerte sin sucesión directa de Carlos II, que provocó la guerra de sucesión española.
- El Reino de España (1700 d. C.-1808 d. C.)
- La Primera República Española (1873 d. C.-1874 d. C.)
- La Restauración borbónica en España (1874 d. C.-1931 d. C.)  Se extendió entre finales de 1874 (momento del pronunciamiento del general Arsenio Martínez-Campos Antón que dio fin al periodo de la Primera República Española) y el 14 de abril de 1931 (fecha de proclamación de la Segunda República). El nombre alude a la recuperación del trono por parte de un miembro de la Casa de Borbón, Alfonso XII, después del paréntesis del Sexenio Democrático. La Restauración borbónica se caracterizó por una cierta estabilidad institucional hasta su progresiva decadencia con la dictadura de Primo de Rivera en 1923. Se basó en los cuatro pilares de Antonio Cánovas del Castillo: Rey, Cortes, Constitución y turnismo (alternancia pacífica entre dos partidos). Este último facilitó el bipartidismo con dos grandes partidos: el Partido Conservador de Cánovas y el Partido Liberal de Sagasta. Estos partidos se fraccionaron a la muerte de sus líderes. El sistema fue oligárquico y centralista[123]
- La Segunda República Española (1931 - 1939) Tras las elecciones municipales de 1931, que supusieron la victoria para los partidos republicanos en  la mayoría de las ciudades, el rey Alfonso XIII abandonó el país y se proclamó la Segunda República. Se Hicieron unas elecciones generales para la legislatura constituyente, encargada de la redacción de la constitución republicana. Durante el segundo periodo republicano se sentaron las bases de la organización territorial actual del país, se legisló a favor de los trabajadores y las mujeres obtuvieron el derecho al voto. Se suele dividir en cuatro etapas, el periodo constituyente, el bienio transformador, el bienio radical y el fin de la república.
- La Guerra Civil Española (1936 d. C.-1939 d. C.) Provocada tras un golpe de Estado en el Marruecos español por el general Franco.
- El Régimen Franquista (1939 d. C.-1975 d. C.)   El principal rasgo definitorio del régimen franquista fue que una única persona, el Generalísimo Franco —de ahí el nombre con el que se conoce—, acumuló en sus manos unos poderes omnímodos[124].[125] La Ley de Reorganización de la Administración Central del Estado, promulgada por el propio Franco solo cuatro meses después del final de la Guerra Civil Española, así lo confirmó al atribuir al Caudillo, «invicto y providencial», todos los poderes ejecutivos y legislativos:[126][127]
- La Segunda República en el exilio (1939 - 1977) Reconocida al principio por la URSS, los países bajo la influencia soviética, Yugoslavia y México, siendo estos últimos los únicos países que no reconocieron el Régimen Franquista como el oficial de España y mantuvieron su reconocimiento a la República en el exilio hasta 1977 como único gobierno legítimo. La URSS nunca emitió comunicado oficial y los países satélites retiraron el reconocimiento después de que el PCE se apartara del gobierno republicano. El gobierno proclamó su disolución tras las elecciones generales a la legislatura constituyente de 1977.
- Reinado de Juan Carlos I de España (1975 d. C.-2014 d. C.)
- Reinado de Felipe VI de España (2014 d. C.-Actualidad)

### La península escandinava
- Noruega Tras la muerte de Haakon VI en 1379 y luego de la muerte de su menor hijo, Margarita I de Dinamarca, eligió adoptar a su sobrino nieto Erico de Pomerania y lo llevó a Dinamarca, donde se proclamó rey de ambos países, así como de Suecia, dando lugar a la Unión de Kalmar. Tras la salida de Suecia de la Unión, Noruega permaneció unida a Dinamarca hasta 1814.

Después de la alianza de Dinamarca con Napoleón, Noruega fue cedida al rey de Suecia en 1814.

La Unión de Kalmar (1397–1523)

- Suecia En el siglo XVI, Gustavo Vasa luchó por una Suecia independiente, bloqueando un intento de restaurar la Unión de Kalmar y sellando la fundación de la Suecia actual. Al mismo tiempo, se separó de la Iglesia católica y estableció la Reforma.
- Finlandia

### La península balcánica
- Yugoslavia (1929-2003)

### La península itálica
- Etruria. En Italia surgió la cultura de los etruscos, que gobernó el norte de la península entre los siglos X y III a. C., aproximadamente, sucumbiendo ante la presión cultural y militar de los romanos.
- La Monarquía Romana (753 a. C.-509 a. C.) [128] (en latín: Regnum Rōmānum) Fue la primera forma política de gobierno de la ciudad estado de Roma, desde el momento legendario de su fundación el 21 de abril del 753 a. C. hasta el final de la monarquía en el 509 a. C., cuando fue expulsado el último rey, Tarquinio el Soberbio, instaurándose la República romana.
- La República Romana (509a. C.- 27 a. C.) En el Lacio (centro de Italia), la República romana (509 a. C. a 31 a. C.) inició una imparable expansión, imponiéndose a los etruscos primero y a los cartagineses después (véase guerras púnicas) y a los reinos helenísticos al último, hasta conquistar todo el Mar Mediterráneo, al que llamaron Mare Nostrum ("Mar Nuestro").
- El Imperio Romano (27 a. C.-476 d. C.) El Imperio romano (en latín: Imperium Rōmānum, Senātus Populusque Rōmānus o Rēs pūblica populī rōmānī, entre otros nombres) fue el tercer periodo de civilización romana en la Antigüedad clásica, posterior a la República romana y caracterizada por una forma de gobierno autocrática. El nacimiento del Imperio viene precedido por la expansión de su capital, Roma, que extendió su control en torno al mar Mediterráneo. Bajo la etapa imperial los dominios de Roma siguieron aumentando hasta llegar a su máxima extensión durante el reinado de Trajano, momento en que abarcaba desde el océano Atlántico al oeste hasta las orillas del mar Caspio, el mar Rojo y el golfo Pérsico al este y desde el desierto del Sahara al sur hasta las tierras boscosas a orillas de los ríos Rin y Danubio y la frontera con Caledonia al norte. Su superficie máxima estimada sería de unos 6,5 millones de km².
- Reino de Odoacro ( 476 d. C.-493 d. C.) Odoacro Fue el jefe de la tribu germánica de los hérulos, de origen hérulo y esciro. En la historia destaca por ser quien destituyó al último emperador romano de Occidente, Rómulo Augústulo, en 476, quien fue deportado al Castellum Lucullanum en la bahía de Nápoles. Los ostrogodos, al mando de Teodorico el Grande, invadieron el reino de Odoacro, destruyeron su ejército de bárbaros foederati .  Hasta su muerte en 480 a manos de Teodorico, Odoacro se tituló rex Italiae (Rey de Italia) y como tal fue reconocido durante el resto de su vida.

Reino Ostrogodo.

- Reino ostrogodo de Italia (493 d. C.-553 d. C.) Reino Ostrogodo. El reino ostrogodo de Italia fue una entidad política de la península itálica. Tras conquistar el Reino de Odoacro en el 493, liderados por Teodorico I los ostrogodos invadieron Italia. Sus límites aproximados iban desde la Provenza hasta Iliria (incluyendo los actuales países de Eslovenia, Croacia y Bosnia-Hercegovina). Duró hasta el 553, cuando los ostrogodos fueron derrotados por el general bizantino Narsés.
- Reino lombardo (568 d. C.-774d. C.) Fue la entidad estatal constituida en la Italia de los lombardos entre 568-569 (invasión de Italia) y 774 (caída del reino con la llegada de los francos de Carlomagno), con su capital Pavía.
- Reino de Italia (1861-1946) El Reino de Italia (en italiano: «Regno d'Italia») fue el nombre asumido el 17 de marzo de 1861 por el estado surgido tras la unificación nacional italiana (1848-1870) liderada por Víctor Manuel II que se coronó Rey de Italia en 1861. La creación del Reino de Italia fue el resultado de los esfuerzos concertados de los nacionalistas italianos y monárquicos leales a la Casa de Saboya, reinante hasta ese momento en el estado predecesor al Reino de Italia, el Reino de Cerdeña, para establecer un reino unido que abarca toda la península italiana.  Desde 1922 hasta 1943 se denomina Italia fascista, que es la época del gobierno del Partido Nacional Fascista entre 1922 y 1943 con Benito Mussolini como jefe de Gobierno.
- República de Italia (1946 d. C.- ) Se extiende desde el nacimiento de la República italiana el 2 de junio de 1946, fecha en que un referéndum popular abolió la monarquía italiana.[129] Una nueva constitución fue escrita para la nueva República italiana, que entró en vigor el 1 de enero de 1948 y está en vigencia hasta la actualidad, por la cual se declara que Italia es una «república democrática fundada en el trabajo»[130]

### Grecia
- Isla de Creta  (3000 a. C.-1450 a. C.) . En la isla de Creta surgió una talasocracia que gobernó el Mar Egeo hasta cerca de 1.450 a. C., cuando su capital de Cnossos fue saqueada por los aqueos.
- Micenas Los principales asentamientos aqueos fueron Micenas y Tirinto; se hicieron famosos por la guerra de Troya; y sucumbieron finalmente frente a todos los invasores, los dorios, hacia el año 1100 a. C.
- Edad Oscura época en la que florecieron Homero y Hesíodo.
- Época arcaica (776 a. C.-499 a. C.) Convencionalmente el inicio de la época arcaica se establece en la primera Olimpiada (Ὀλυμπιάς, cómputo del tiempo en periodos de cuatro años que comienza con la celebración los primeros Juegos Olímpicos, 776 a. C.); mientras que el final lo marca la Revuelta de Jonia (499 a. C.), cuando los griegos de la costa de Asia Menor pidieron la ayuda de las ciudades de Grecia continental para frenar la expansión del Imperio persa, lo que desembocó en las guerras médicas (492-490 y 480-479 a. C.).
- Grecia clásica (499 a. C.-336 a. C.) o Época Clásica por antonomasia, es el periodo de la historia de Grecia comprendido entre la revuelta de Jonia (año 499 a. C., cuando termina la Época Arcaica) y el reinado de Alejandro Magno (336 a. C.-323 a. C., cuando comienza la Época Helenística)
- Reino de Macedonia (336 a. C.-168 a. C.) En el año 336 a. C. Alejandro III Magno ascendió al trono de Macedonia y fue reconocido como hegemón de Grecia. Se lanzó a la conquista del Imperio Aqueménida. Tras su muerte, su hijo fue proclamado rey (336 a. C.-309 a. C.), aunque aún se encontraba en el vientre materno. Por mientras, Pérdicas y Antípatro eran regentes. Casandro, hijo de Antípatro dio un golpe de Estado en el año 305 a. C. y fundó su propia dinastía y la ciudad de Tesalónica. Fueron vencidos por los romanos en el año 168 a. C. en la tercera guerra macedónica. Y se convirtieron en provincia romana. Mapa de la máxima extensión del imperio de Alejandro, con hoja de ruta. Desde Grecia, Mar Egeo y Mediterráneo, Asia Menor, Media, Egipto, Mesopotamia, Persia, Asia Central e India.

Mapa de la máxima extensión del imperio de Alejandro, con hoja de ruta. Desde Grecia, Mar Egeo y Mediterráneo, Asia Menor, Media, Egipto, Mesopotamia, Persia, Asia Central e India.

## Historia de África

### Egipto
- Antiguo Egipto. La agricultura y la ganadería fueron las dos principales actividades del Antiguo Egipto, las cuales elevaron su supremacía, su riqueza y los empleos en la civilización conllevándolo a convertirse en uno de los imperios más poderosos de toda la historia.[131] Alrededor del río Nilo surgieron varios asentamientos neolíticos, los nomos, encajonados entre barreras geográficas como el desierto del Sahara y la península del Sinaí, a pesar de lo cual desde temprana época comerciaron con el Medio Oriente.[132] Hacia el año 3100 a. C., dichos nomos fueron unificados en un solo gran imperio bajo la autoridad del faraón. La cultura egipcia desarrolló los jeroglíficos como forma de escritura, las mastabas, pirámides e hipogeos como métodos de sepultura y la momificación como método de inhumación, así como una religión emparentada con los dioses Ra y Osiris, entre muchos otros. La corona faraónica vivió épocas de crisis y esplendor, pero siempre dentro de sus fronteras, hasta que invasores externos, los hicsos, se apoderaron del Delta por cerca de una centuria (hacia 1650 a. C.), hasta que fueron expulsados. En respuesta, los ejércitos egipcios cruzaron el desierto del Sinaí y se expandieron hasta el río Éufrates, interviniendo de lleno en la política del Medio Oriente. En su etapa de decadencia, la cultura antigua egipcia aún era lo suficientemente prestigiosa como para inspirar a los reyes de Kush y Axum, reinos que surgieron en el I milenio a. C. en lo que actualmente es Etiopía y que incluso invadieron a Egipto y lo gobernaron como "Faraones Negros" durante tres cuartos de siglo.[133] Las sucesivas crisis invasoras vividas por el Imperio egipcio obligaron a constantes movimientos poblacionales desde el valle del Nilo al resto de África.
- Dinastía ptolemaica (305 a. C - 30 a. C) Tras la muerte de Alejandro Magno en el año 323 a. C. Pérdicas, actuando como regente provisional, nombró a Ptolomeo gobernador de Egipto y Libia. Tuvo como adjunto a Cleómenes de Naucratis, un funcionario griego ya designado por Alejandro y gobernante de facto hasta ese momento, debido a su potestad para imponer y recaudar tributos en todos los nomos. Acusándole de espiar en favor de Pérdicas, asesinó a Cleómenes, eliminando así el único freno a su autoridad en Egipto y apoderándose de una cuantiosa recaudación.[134] El nuevo regente, Antípatro de Macedonia, confirmó más tarde a Ptolomeo en Egipto en el segundo reparto del Imperio (320 a. C.). En el mismo año aumentó sus posesiones tomando Jerusalén. En 310 a. C. Casandro asesinó a la viuda de Alejandro Magno, Roxana y al huérfano Alejandro IV. En 305 a. C. Ptolomeo se declaró gobernante independiente, nombrándose a sí mismo rey de Egipto, estableciendo así la denominada dinastía Ptolemaica. Su último gobernante fue la célebre Cleopatra. Tras su muerte y la de su hijo, Cesarión (Ptolomeo XV), la dinastía concluyó y Egipto fue anexionado por Augusto al Imperio romano.

### Cartago
- Imperio cartaginés (573 a. de C. - 146 a. de C.) La ciudad de Cartago, inicialmente una colonia fenicia. Su forma de Estado evolucionó desde una tiranía con ciertas características monárquicas, hasta un sistema plenamente republicano.[135][136] La extensión territorial de sus dominios formaron un verdadero Imperio púnico o cartaginés. Su crecimiento territorial y comercial causó por todo el Mediterráneo diversas guerras con las polis griegas. En esta época Cartago alcanzó su mayor apogeo siendo la primera potencia económica y militar del Mediterráneo occidental. A finales del siglo III a. C. entró en contacto con la otra gran república de su tiempo, Roma, la cual también estaba inmersa en un gran proyecto de crecimiento territorial. Su enfrentamiento se materializó en las tres guerras púnicas, consideradas como las guerras más trascendentes de la antigüedad clásica. Cartago siempre resultó derrotada y los enfrentamientos no cesaron hasta el desmantelamiento de la República de Cartago y la destrucción de su capital en el 146 a. C.[137]

### Colonización de África
A comienzos del siglo XIX, África era un continente casi inexplorado, gobernada por reyes tribales como Shaka Zulú. Pero en el transcurso del siglo, varios misioneros y exploradores la cartografiaron casi por completo.
- Colonización francesa de Argelia (1830 d. C. - 1962 d. C.)
- Unión Francesa (1946 d. C. - 1958 d. C.) La Unión Francesa fue la entidad política en vigor durante la Cuarta República Francesa instaurada por la Constitución francesa del 27 de octubre de 1946.
- Oubangui-Chari (1946 d. C. - 1958 d. C.)
- África Ecuatorial Francesa(1910 d. C. - 1958 d. C.)

En 1900 solo eran independientes Liberia, Abisinia, Libia y los últimos reductos de los bóeres estaban en proceso de anexión por Inglaterra (ver guerras de los Bóeres).

## Historia de América
De manera completamente independiente al desarrollo histórico en Afro-Eurasia, surgieron y se desarrollaron en América una serie de civilizaciones, agrupadas en grandes troncos: las civilizaciones mesoamericanas, las civilizaciones andinas sudamericanas, las civilizaciones en América del Norte (como la cultura Anasazi, la confederación iroquesa o la cultura inuit), las islas caribeñas (caribes), las civilizaciones en las llanuras del este sudamericano (como los asentamientos de terra preta en la Amazonia y los tupí-guaraní en el sur del continente).

### Mesoamérica hasta 1492 d.C.

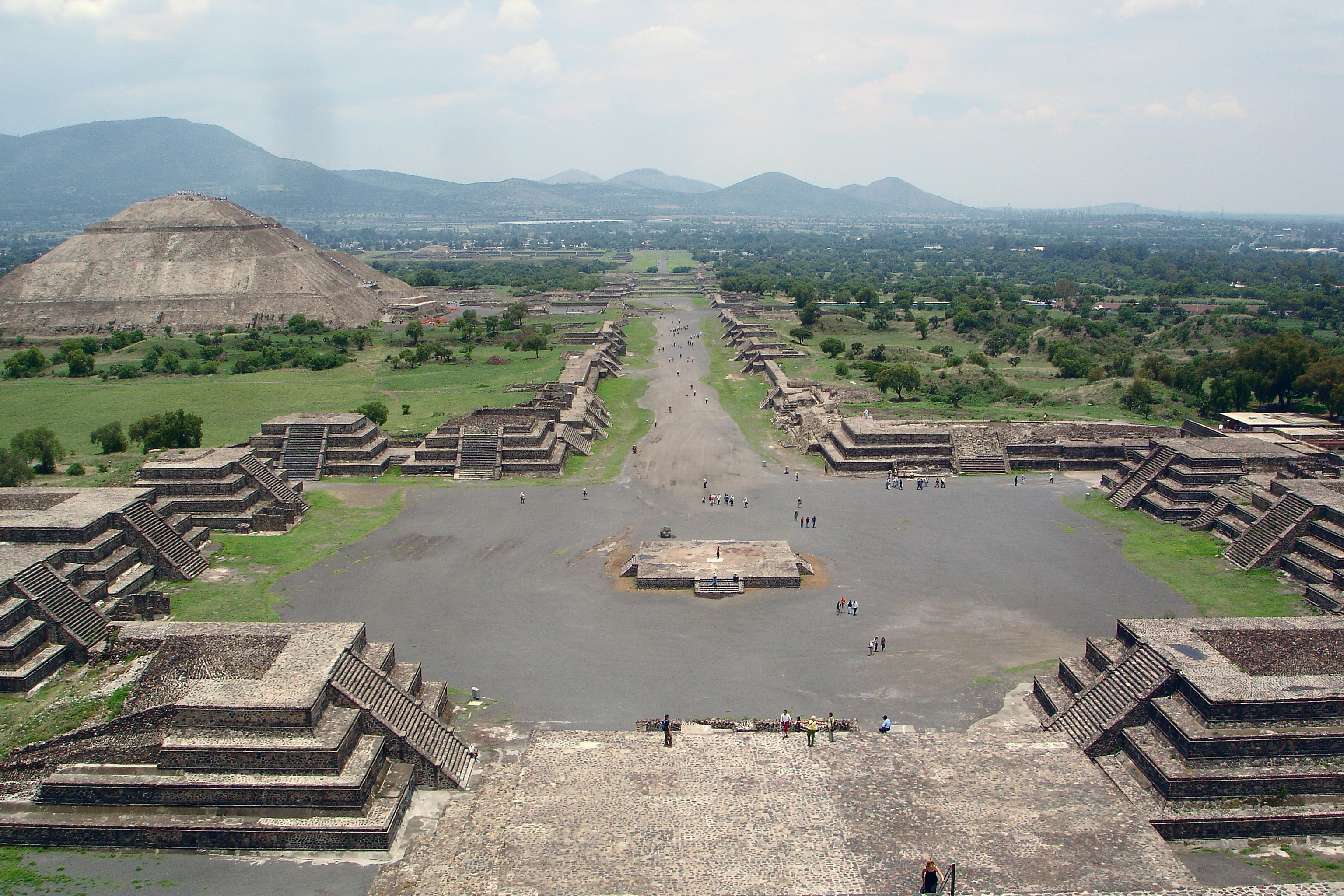
Teotihuacán

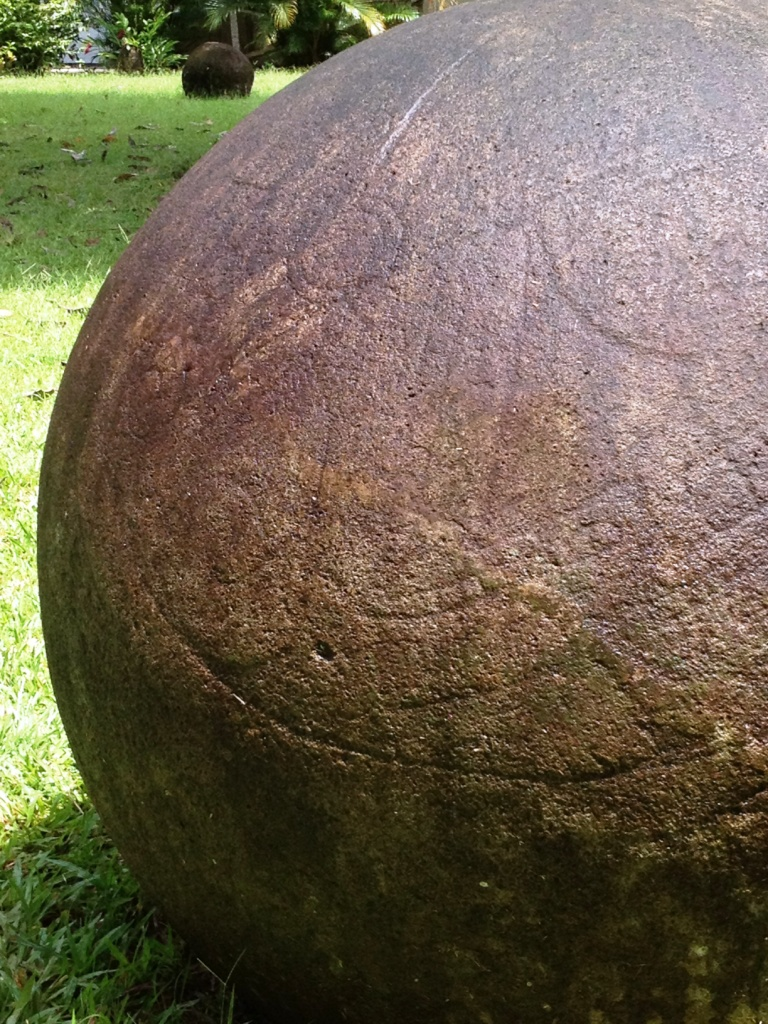
Esferas de piedra de Costa Rica, más de 300 esferolitos precolombinos de gran perfección.

- Olmeca. En el Sureste del estado de Veracruz, México existió la cultura olmeca considerada como la primera cultura mesoamericana. Se les acredita como los primeros en desarrollar el calendario, la escritura y la epigrafía en América. Ellos prosperaron en la costa del Golfo de México entre 1200 a. C. y los albores de la era cristiana, aproximadamente, teniendo como centros sucesivos los asentamientos de San Lorenzo, La Venta y Tres Zapotes. Dos grandes núcleos culturales recibieron y prolongaron su legado: la cultura de los mayas y la cultura de Teotihuacán y Monte Albán.

- Los mayas prosperaron en la región que actualmente corresponde a Guatemala, Belice, Honduras y los estados Mexicanos de Yucatán, Campeche, Chiapas, Quintana roo, al este del antiguo mundo Olmeca. Se organizaron en la jungla, en torno a un modelo de asentamiento conocido como centro ceremonial. Nunca fueron un estado unido. En su defecto, cada centro ceremonial se constituyó como una teocracia militar. Los más fuertes fueron Tikal, Calakmul, Palenque, Copán y Uaxactún, entre otros. Estos asentamientos alcanzaron su apogeo en el llamado Período Maya Clásico, entre 300 y 900 d. C. aproximadamente y fueron abandonados por razones aún no del todo aclaradas.

- Teotihuacan El Valle de México fue controlado, entre 250 y 750 d. C. aproximadamente, por Teotihuacán, ciudad que era una de las más pobladas de la Tierra en su minuto. La influencia cultural de Teotihuacán llegó, a través de las rutas comerciales, tan lejos como el actual sur de Estados Unidos, en donde florecieron asentamientos como Cahokia o Snaketown, incluso siglos después del hundimiento de la ciudad madre. En paralelo al Valle de México, en el Valle de Oaxaca, floreció Monte Albán, la gran ciudad de la cultura zapoteca. Hacia el año 1000, el área mesoamericana fue sacudida por invasiones y cambios en el poder político.

- Los Toltecas En el Valle de México, el declive de Teotihuacán fue acompañado por el ascenso de Tula, capital de la cultura tolteca; cuando estos a su vez fueron derrotados por los chichimecas, una facción suya emigró hacia el Yucatán, en donde se fusionaron con emigrantes de la cultura maya para consolidar el poder de ciudades como Chichén Itzá y Mayapán.

- Los Mixtecas Por su parte, en el Valle de Oaxaca, Monte Albán debió cederle su lugar a los recién llegados mixtecas. Durante el siglo XIV, el Valle de México vivió un período de relativa paz bajo el control de Azcapotzalco, pero cuando este se desplomó en 1428, fue reemplazado por una nueva potencia: los tenochas de Tenochtitlán, creadores del Imperio azteca, la última gran potencia regional, antes de ser abatido por los invasores españoles en la guerra de 1519 a 1521.

- En Costa Rica se desarrolló una compleja cultura ubicada al menos desde el 6000 a. C.. Se han descubierto objetos e influencias artesanales tanto de mayas (de Guatemala), olmecas y aztecas (de México, muy lejos desde el norte) como de chibchas (de Colombia), quechuas e incas (desde Perú, muy lejos en el sur). Por ejemplo existió una escuela de sukías llamada Guayabo, ubicada en Turrialba de Cartago.[139][140]

### El mundo andino hasta 1492 d.C.

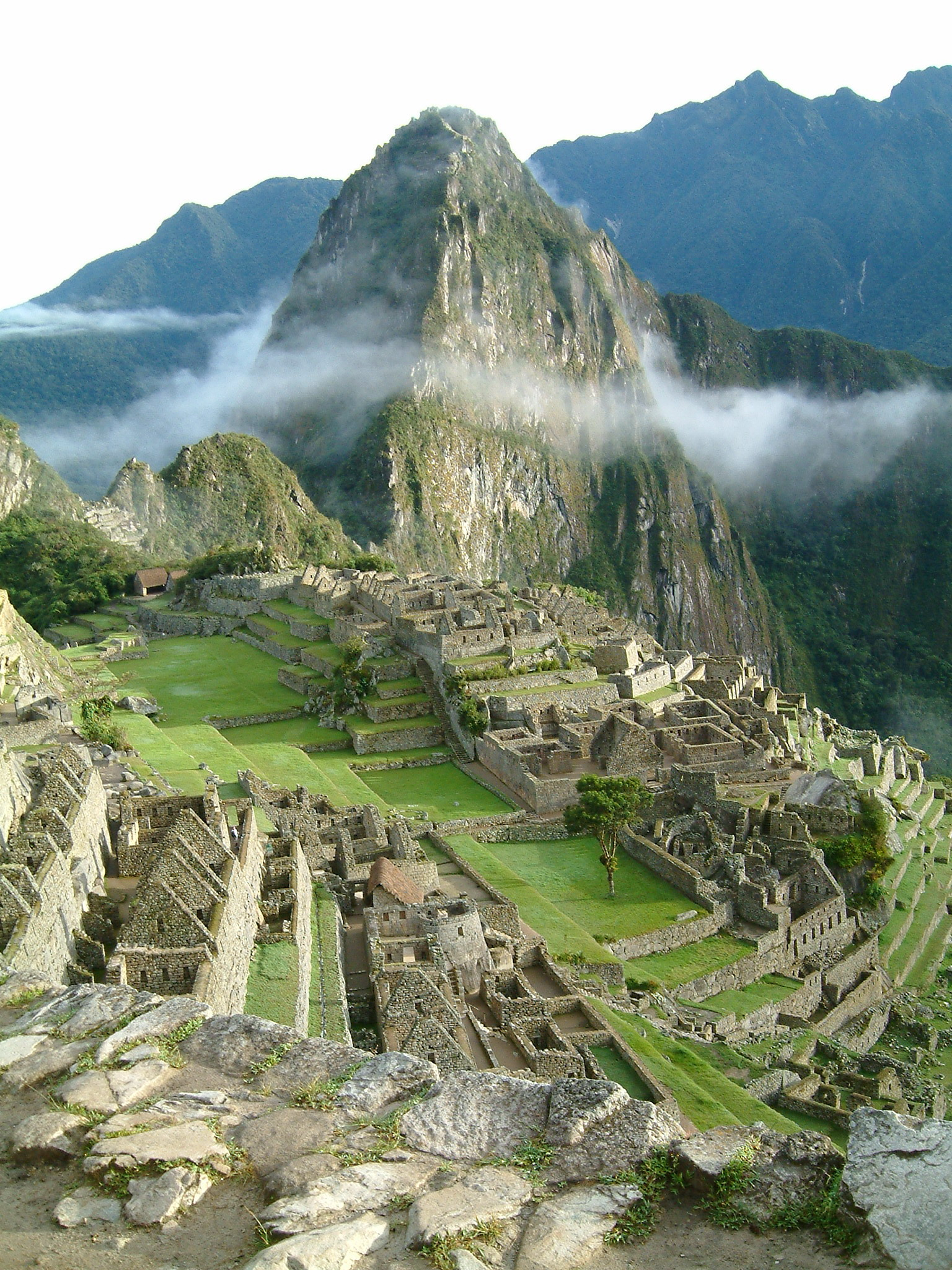
Machu Picchu

- Caral En América, una de las primeras civilizaciones conocidas en aparecer en el 3000 a. C. fue la de Caral-Supe la actual provincia de Barranca ubicada en el área central costera del Perú.[141] Otras civilizaciones también se desarrollaron en Mesoamérica, la Cordillera de los Andes centrales (civilizaciones andinas) y algunos historiadores sostienen que también en la Amazonia.[142][143]

- Chavín de Huantar La primera de las grandes potencias que parecen haber dominado la región, es aquella que se consolidó alrededor de Chavín de Huantar. Es posible que los habitantes de América no conocieran el uso del hierro con anterioridad a la cultura chavín (900 a. C.),[144] pero se sabe que los mochicas disponían de armaduras, de cuchillos y de vajillas de metal.[145]

- Tiahuanaco, ciudad que controló casi todo el mundo andino gracias a una vasta red de comercio y que tuvo su contraparte en la ciudad de Huari, emplazada en las cercanías del Océano Pacífico. Otras potencias relevantes a lo largo de la historia del mundo andino, son el reino de los moche, Paracas, Nazca y Chimú. La influencia cultural andina rebasó, las actuales fronteras peruanas y se esparció hacia Chile en una dirección y hacia Colombia en la otra. En Chile surgieron culturas urbanas tales como la de los atacameños y los diaguitas. En Colombia, por su parte, prosperó la cultura de los muiscas, que pronto se reunieron en señoríos militares, siendo el del Zipa de Bacatá el más poderoso de todos.

- Imperio incaico En el siglo XV, en el Valle del Cuzco, se consolidó el poder militar de los incas. Su rey el Inca Pachacútec, que salvó a Cuzco de ser conquistada por los chancas en 1438, emprendió una larga serie de guerras contra los reinos vecinos, sentando así las bases del Imperio incaico; su labor no sólo fue militar, sino que también se dedicó a construir fortalezas y organizar la administración y la religión, creando para esto último el templo de Coricancha. Los incas, que tenían poco recursos para conseguir metales, recurrían al relevo de sus arados, al menos durante la conquista de los Chimú.[146] La investigación arqueológica en Perú ha sido poco desarrollada pero es posible que el acero ya existiera en esa zona antes que en Europa.[147] El orden fundado por Viracocha resistió casi un siglo entero, hasta que en 1527, la guerra civil azotó al Imperio incaico, enfrentando dos núcleos imperiales: Quito al norte y Cuzco al sur.

En 1547, en Los anales sur-americanos, Francisco Pizarro ―el conquistador del Perú― declaró: «Escuché que los altos señores de este imperio [Perú] se reúnen cada cuatro años en el País de las Bolas, donde al parecer reciben consejos de grandes sabios».

### Colonización de Norteamérica

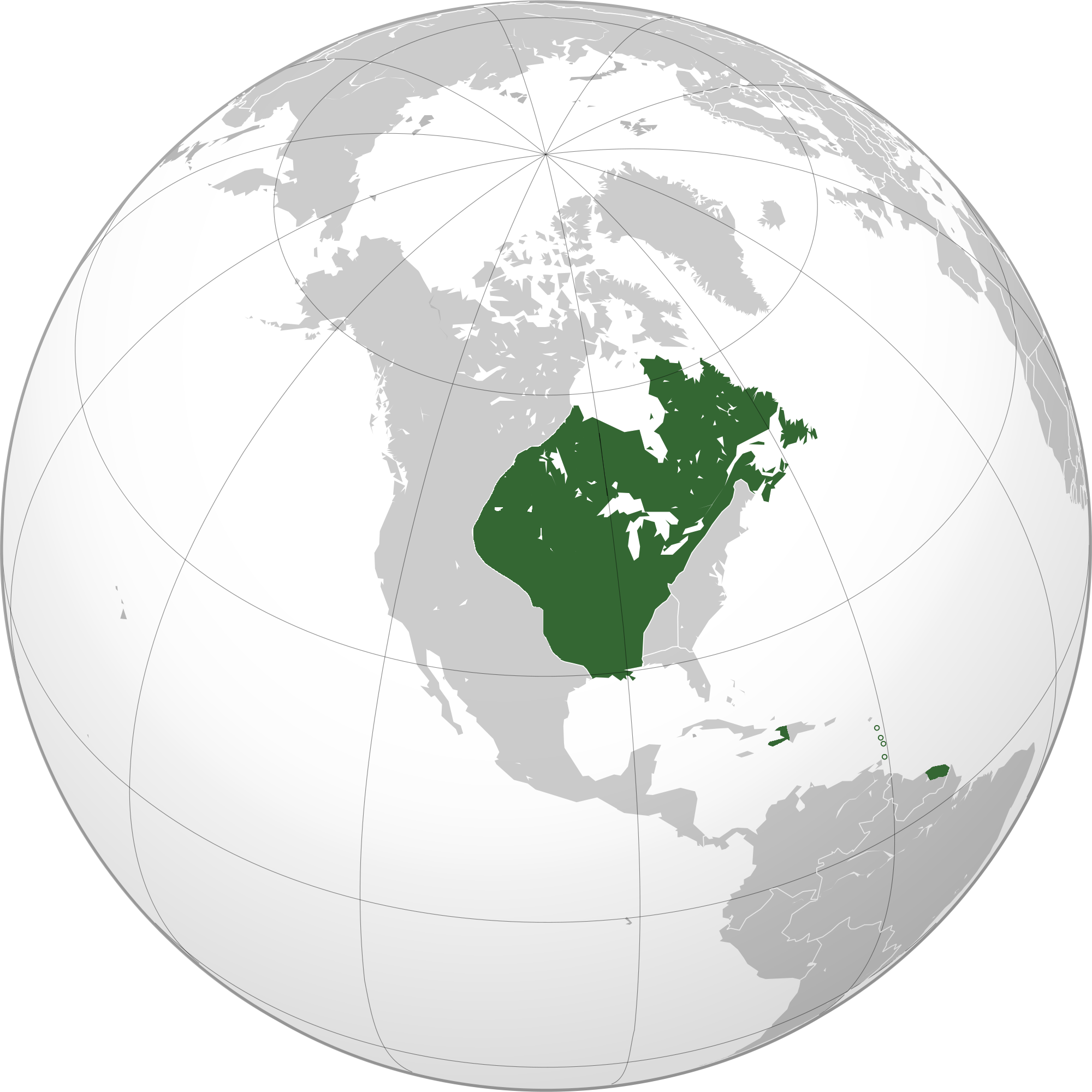
Nueva Francia de 1534 a 1803

- Las trece colonias (1607 d. C. - 1776 d. C.)
- Virreinato de Nueva Francia (1607 d. C. - 1776 d. C.)  Fue la entidad territorial del Imperio colonial francés que comprendía todas las colonias francesas de Norteamérica, desde la desembocadura del río San Lorenzo hasta el delta del Missisipi, pasando por el territorio del valle de Ohio. Su existencia se puede enmarcar en el período que se extiende desde la exploración del río San Lorenzo por Jacques Cartier en 1534 hasta la cesión de estos territorios a Gran Bretaña tras el Tratado de París de 1763.
- Virreinato de Nueva España (1535 d. C. - 1821 d. C.) El virreinato de Nueva España se creó oficialmente el 8 de marzo de 1535. Su primer virrey fue Antonio de Mendoza y Pacheco y la capital del virreinato fue la Ciudad de México, establecida sobre la antigua Tenochtitlan. El virreinato de Nueva España llegó a abarcar los territorios de España en Norteamérica, Centroamérica, Asia y Oceanía.
- Reino de Guatemala (1542 d. C. - 1820 d. C.)

### Gobernaciones de Sudamérica

Gobernaciones españolas en América del Sur (1534-1539)

- Gobernación de Nueva Castilla (1529 d. C. - 1542 d. C.)
- Gobernación de Nueva León (1529 d.C. - ? d. C.)
- Gobernación de Nueva Toledo (1534 d.C. - 1542 d. C.)
- Gobernación de Nueva Andalucía (1534 d.C. - 1566 d. C.)

### Colonización de Sudamérica
- Virreinato del Perú (1542 d. C. - 1824 d. C.) Perú 

Perú

  - Nuevo Reino de Granada (1550 d. C. - 1717 d. C.)
  - Virreinato de Nueva Granada (1717 d. C. - 1723 d. C. y 1739 d. C. - 1810 d. C.) Fue un virreinato establecido por la Monarquía Española. Fue creado por el rey Felipe V en 1717 dentro de la nueva política de los borbones y suspendido en 1723, por problemas financieros, siendo reinstaurado en 1739 hasta que el movimiento independentista lo disuelve de nuevo en 1810. El territorio fue reconquistado  por el ejército del rey Fernando VII en 1815, siendo nuevamente restaurado, hasta que el ejército libertador logró la independencia definitiva del poder español en 1819. La capital del virreinato fue Santafé.[148]
  - Virreinato del Río de la Plata (1776 d.C. - 1814 d. C.) A lo largo del siglo XVIII, las reformas borbónicas; transformaron las dependencias americanas, hasta entonces "reinos" relativamente autónomos, en colonias enteramente dependientes y supeditadas a las decisiones tomadas en España.[149] Se creó a consecuencia de aquellas reformas políticas, primero en forma provisional, el 1 de agosto de 1776, y, luego, de manera definitiva, el 27 de octubre de 1777, por orden del rey Carlos III de España y tuvo su capital en la ciudad de Buenos Aires.[150] Nació de una escisión del Virreinato del Perú e integró los territorios de las gobernaciones de Buenos Aires, Paraguay, Tucumán y Santa Cruz de la Sierra, el corregimiento de Cuyo de la capitanía general de Chile y los corregimientos de la provincia de Charcas. La triunfante Revolución de Mayo en 1810, ocurrida en Buenos Aires, -que había sido precedida por las fracasadas revoluciones de Chuquisaca y La Paz, ambas de 1809 en la provincia de Charcas,- desató el inicio de la guerra de la Independencia Argentina que culminó con la segregación del virreinato respecto del poder español y su posterior división. El 18 de noviembre de 1811 abandonó el cargo el último virrey, Francisco Javier de Elío, dejando el mando al entonces gobernador de Montevideo, Gaspar de Vigodet, quien pasó a ser la máxima autoridad española como capitán general y gobernador de las provincias del Río de la Plata. Vigodet continuó en su cargo hasta que la rendición de Montevideo, el 23 de junio de 1814, supuso el final del dominio español en el Río de la Plata.
- Capitanía General de Venezuela (1777 d. C. - 1823 d. C.) Fue una entidad territorial integrante del Imperio español, establecida por la Corona española en 1777. Fue gobernada por distintos capitanes generales exceptuando un breve período cuando gobernó la Junta Suprema de Caracas tras la renuncia de Vicente Emparan hasta marzo de 1811.
- "Reino" de Chile (1540 d. C. - 1818 d. C.)

#### Brasil
- Principado de Brasil  (1501 d. C. - 1808 d. C.) En cuanto a los nativos, la inmensa mayoría de ellos pereció, víctimas de la guerra, la explotación económica y las epidemias. En numerosas regiones, sin embargo, sobrevivieron muchas etnias indígenas de sangre casi pura; al mismo tiempo, especialmente en las ciudades hispanoamericanas, se formó un estamento social mestizo entre los indígenas y los europeos de sangre pura. En los inicios del Imperio español hubo una dura discusión filosófica y legal sobre el estatuto que debían tener los indios y el trato que debía dárseles, lo que se llamó las Polémicas de Indias; finalmente se aceptó que por el bien de los indígenas (según el concepto cristiano europeo), debía protegérseles y evangelizárseles, lo que se buscó llevar a cabo mediante el sistema de la encomienda. Los resultados de esta operación política son discutidos hasta el día de hoy en la historiografía sobre el tema. Además, se sumó un vasto contingente de población negra, traída como esclavos desde África. Esta red de trata de negros que los europeos montaron en el Atlántico, esta operación de tráfico de esclavos se extinguió alrededor el siglo XIX.

- Reino del Brasil (1808 d. C.- 1815  d. C)  El Reino del Brasil es el nombre que recibe el Estado a la llegada de la familia real portuguesa y su Corte, luego de la ocupación napoleónica de Portugal en 1808.
- Reino Unido de Portugal, Brasil y Algarve (1815 d. C.- 1822 d. C.). Tras los acuerdos del Congreso de Viena en 1815, Brasil quedó reconocido como reino por las potencias europeas de entonces, lo cual se refrendó al año siguiente; su monarca era al mismo tiempo el rey de Portugal.

### Independencia de Norteamérica y nacimiento de las repúblicas
- Estados Unidos (1776 d. C.- ) En 1776 proclamó su independencia; después de unos cuantos años, en 1787, las Trece Colonias crearon un único Estado de naturaleza federal y fijaron sus atribuciones en la Constitución de 1787; tanto este cuerpo constitucional como la idea de una nación republicana, se transformarían en modelos y referentes para el resto del mundo.  A finales del siglo XIX, siguiendo la Doctrina Monroe, Estados Unidos comenzó a crear una esfera de influencia en la región. A esto, el Presidente Theodore Roosevelt lo llamó el Gran Garrote. El ejemplo más visible fue la Separación de Panamá de Colombia y la cesión a Estados Unidos de una zona para construir un canal transoceánico en la región.
- Estados Unidos Mexicanos  (1810 d. C.-) Con la entrada del Ejército Trigarante a la Ciudad de México las zonas de Oregón hasta Costa Rica hasta el 30 de diciembre de 1853 con el territorio actual.
- Canadá (1867- ) En 1867, con la unión de tres colonias británicas norteamericanas, Provincia Unida de Canadá, Nuevo Brunswick y Nueva Escocia mediante la Confederación, Canadá se formó como un dominio federal de cuatro provincias.[151][152] Estas cuatro provincias fundadoras de Canadá, junto con Nuevo Brunswick, Quebec (Canadá Este) y Ontario (Canadá Oeste). La Provincia Unida de Canadá cesó de existir a la formación de la Confederación Canadiense el 1 de julio de 1867, cuando fue subdividida en las provincias actuales canadienses de Ontario y Quebec. Canadá obtuvo mayor autonomía con el Estatuto de Westminster de 1931 y culminó en el Acta de Constitución de Canadá de 1982, que rompió los vestigios de la dependencia jurídica en el parlamento británico.[153] Está gobernada como una democracia parlamentaria y monarquía constitucional con Isabel II como jefe de Estado.

### Independencia de Latinoamérica
- Provincias Unidas del Centro de América (1823 d. C.-1824 d. C.) El 1 de julio de 1823, se reunió en Guatemala el congreso, bajo la presidencia del presbítero José Matías Delgado, y declaró que las provincias ahí representadas eran independientes de España, de México y de toda otra nación. El nuevo país tomó el nombre de Provincias Unidas del Centro de América. Al día siguiente, 2 de julio, los diputados se declararon constituidos en Asamblea Nacional Constituyente y proclamaron que en ella residía la soberanía nacional y pusieron en vigencia temporalmente la Constitución de Cádiz.  En 22 de noviembre de 1824 la Asamblea Nacional Constituyente aprobó la Constitución de la República Federal de Centro América.
- Provincias Unidas de la Nueva Granada (1811 d. C. - 1816 d. C.)
- Provincias Unidas del Río de la Plata (1810 d. C. - 1831 d. C.) Provincias Unidas del Río de la Plata es el nombre utilizado por el estado que, tras el triunfo de la Revolución de Mayo de 1810, suplantó al Virreinato del Río de la Plata. El estado surgió el 25 de mayo de 1810, en el marco de la Invasión Napoleónica a España, cuando una asamblea del Cabildo de Buenos Aires destituyó definitivamente al virrey Baltasar Hidalgo de Cisneros y lo reemplazó por una Junta de Gobierno.  Las nuevas autoridades afirmaban gobernar legítimamente en nombre de Fernando VII. Esto se conoció como la Máscara de Fernando VII, que estuvo parcialmente vigente hasta que —en 1816— este estado se declaró independiente "del rey Fernando VII, sus sucesores y metrópoli". Aunque su gobierno reclamaba jurisdicción sobre todo el territorio del virreinato, las Provincias Unidas del Río de la Plata nunca llegaron a controlar la totalidad del antiguo virreinato, el cual acabó por subdividirse en diversos países.  En 1811 se independizó la actual República del Paraguay, en 1825 el Alto Perú se independizó formando la actual Bolivia y, en 1828, la Provincia Oriental obtuvo su independencia como estado, la actual República Oriental del Uruguay.
- Imperio del Brasil (1822 d. C.- 1889 d. C.) Cuando el rey Juan VI retornó finalmente a Portugal, a principios de la década de 1820, la mayoría de los privilegios que se habían concedido a Brasil fueron suprimidos, lo que provocó la ira de los nacionalistas. Pedro I de Brasil y IV de Portugal, que permanecía en el país como regente, se alió con los nacionalistas y apoyó el movimiento constitucionalista portugués para liderar una revuelta en Oporto en 1820. Presionado por la corte portuguesa para que retornara, Pedro se negó. Se le retiró el cargo de regente. Al conocer la noticia, el 7 de septiembre de 1822, desenvainó su espada y exclamó: «¡Independencia o muerte!» en lo que se llamó Grito de Ipiranga. Fue proclamado emperador del Brasil el 12 de octubre de 1822 y coronado formalmente el 1 de diciembre de ese mismo año.

### Latinoamérica republicana
- República Federal de Centro América (1824 d. C. -1839 d. C.) La República Federal de Centro América[154] fue una federación que surgió de la Asamblea Constituyente de las Provincias Unidas del Centro de América, el 22 de noviembre de 1824, a través de la Constitución de la República Federal de Centroamérica de 1824. Su capital fue Ciudad de Guatemala hasta 1834; después fue Sonsonate por un breve período y, por último, San Salvador, de 1834 a 1839, sin embargo, solo el poder ejecutivo fue el que se trasladó, mientras que los poderes legislativo y judicial mantuvieron su asiento en la Ciudad de Guatemala.  La Federación estaba formada por cinco Estados: Guatemala, El Salvador, Honduras, Nicaragua y Costa Rica (Panamá fue parte de la Gran Colombia y Belice era una colonia británica). En 1838 se formó un sexto Estado, Los Altos, con capital en la ciudad de Quetzaltenango, con los territorios del occidente de Guatemala y el territorio del actual Soconusco de Chiapas (México). El territorio de la Federación también incluía la densa región selvática de Belice, aunque ya en esa época era fuerte la presencia británica en un establecimiento comercial en la costa del Atlántico desde donde se realizaba el contrabando inglés hacia el resto del istmo.
- Confederación Argentina (1835 d. C.- 1852 d. C.) fue una confederación de provincias que existió durante la organización de la actual República Argentina. Las provincias formaron una confederación de estados soberanos que delegaban la representación exterior y algunos otros poderes en el gobierno de una de ellas. Es uno de los nombres oficiales de la República Argentina conforme al artículo 35 de la Constitución de la Nación Argentina, junto con el de República Argentina y Provincias Unidas del Río de la Plata.
- República del Perú (1821 d. C.- )  Al inicio del proceso, los criollos buscaban simplemente obtener ventajas sociales y económicas, pero la dura represión organizada por Fernando VII los llevó a la rebelión abierta y a la independencia. España trató de recuperar sus colonias y se produjo el Combate del Callao entre España contra Chile y Perú en 1865-1866.
- Gran Colombia (1819 d. C.- 1831 d. C.) La Gran Colombia fue un país de América creado en 1819 por el Congreso de Angostura mediante la Ley Fundamental de la República (ratificada después por su contraparte en el Congreso Constituyente de 1821) por la unión de Venezuela y la Nueva Granada en una sola nación bajo el nombre de República de Colombia,[155][156] Luego se adhirieron Panamá (1821) y Ecuador (1822). Esta república existió jurídicamente entre 1821 y 1831 y se configuró a partir de la unión de las anteriores entidades coloniales del Virreinato de la Nueva Granada, Capitanía General de Venezuela, Presidencia de Quito y la Provincia Libre de Guayaquil.[157] La  disolución de la Gran Colombia se debió a las diferencias políticas que existían entre partidarios del federalismo y el centralismo, así como por las tensiones regionales entre los pueblos que integraban la república.
- Haití Aquí François Dominique Toussaint-Louverture lideró la Revolución haitiana que es recordada por ser el primer caso en que los esclavizados abolieron el sistema esclavista de forma autónoma y perdurable en el tiempo entre 1791 y 1804, sentando un precedente definitivo para el fin de la esclavitud en el Mundo.
- Estados Unidos del Brasil (1889- 1968) El emperador Pedro II fue depuesto el 15 de noviembre de 1889 por un golpe militar liderado por el general Deodoro da Fonseca, que proclamó la República y se convirtió en el primer presidente del país. Evolución de la división administrativa de Brasil

Evolución de la división administrativa de Brasil

- República Federativa de Brasil (1968- )

## Historia de Oceanía

Mapa animado que muestra la creación de las diferentes colonias australianas. Además, Nueva Zelanda (no mostrada) perteneció a Nueva Gales del Sur desde 1788 hasta 1840.

- Imperio tui tonga (950-1826)  Fue un poderoso imperio en Oceanía. El mismo estuvo centrado en Tonga, en la isla de Tongatapu, y con capital en Mu'a. En su momento de mayor esplendor, el imperio se extendió desde Niuē a Tikopia.
- Australia (1770- ) Durante al menos los últimos siglos, Calcuta (una ciudad india) ha comercializado con los aborígenes de la costa norte, particularmente con los yolngu de la tierra de Arnhem. El periodista Peter Trickett en el libro Beyond Capricorn afirma que el portugués Cristovão de Mendonça llegó a Botany Bay en el año 1522. Para comienzos del siglo XVII, las costas occidentales y septentrionales de lo que habían llamado Nueva Holanda habían sido cartografiadas y navegadas en su totalidad por los holandeses. En 1770, la expedición del Endeavour bajo el comando del teniente de la Marina Real británica James Cook navegó y cartografió la costa oriental de Australia, desembarcando en el continente por primera vez en Botany Bay el 29 de abril de aquel año. Cook se dirigió luego hacia el norte y, antes de marcharse, desembarcó en la isla Possession, en el estrecho de Torres, el 22 de agosto de 1770. Allí reclamó formalmente el este de Australia para el Reino de Gran Bretaña y la llamó Nueva Gales del Sur. El Reino Unido reclamó como propia la parte oeste de Australia en 1829. El 1 de enero de 1901 las seis colonias británicas constituyeron una federación llamada la Mancomunidad de Australia, inicialmente Fiyi y Nueva Zelanda participaron en este proceso, pero luego optaron por separarse. Australia continúa siendo, sin embargo, una monarquía constitucional con Isabel II del Reino Unido como su Reina. En 1999, los votantes rechazaron un movimiento para convertir la nación en una república con una mayoría del 55 % de los votos.